# Kiss (együttes)
A Kiss, vagy ahogy időnként írják: KISS amerikai hardrock-együttes, amelyet 1973 januárjában alapítottak New Yorkban. Könnyen felismerhetők az arcfestésükről és a fellépőruhájukról, amely védjegyükké vált az évek folyamán. Az első három albumuk nem lett sikeres, de az 1975-ben megjelent Alive! koncertlemez kiadása után az Egyesült Államok egyik legnépszerűbb zenekara lett a KISS. Az együttes fénykorát az 1970-es évek közepén és végén élte, elsősorban show-szerű koncertjeiknek köszönhetően, amelyeknek többek között részét képezte a pirotechnikai elemek használata, a vérköpés, tűzfúvás, 12 méter magasra felemelkedő dobok, vagy a gitárból kilövellő rakéták.
Az eredeti felállás – Gene Simmons (basszusgitár, ének), Paul Stanley (ritmusgitár, ének), Ace Frehley (szólógitár, ének) és Peter Criss (dob, ének) – volt a legsikeresebb és legismertebb. Az arcfestésük és kosztümjeik rajzfilmfigurákhoz tették őket hasonlóvá: 'The Demon' (Simmons), a 'Starchild' (Stanley), 'Space Ace' (Frehley) és 'Catman' (Criss). 1979-re a diszkó és az újhullám előretörésének köszönhetően az együttes bevételei csökkenni kezdtek, gyakran léptek fel félházak előtt. Az ekkoriban készült kísérletező és útkereső hangvételű albumaik megosztották a rajongótábort. 1980-ra Criss kilépett a zenekarból és Frehley 1982-ban távozott.
1983-ban a zenekar elhagyta a sminket, és innentől kezdve az évtized végéig újra kereskedelmileg sikeres sztárelőadóvá léptek elő. A Kiss-nosztalgiahullám tartotta fenn ezt az 1990-es években, és 1996-ban bejelentették, hogy az eredeti felállás (a sminkkel együtt) újra összeáll. Az ekkor adott nosztalgiaturnék az 1996/97-es évek legsikeresebb előadásai lettek. Criss és Frehley viszont újra elhagyta a zenekart, helyükre Eric Singer és Tommy Thayer került. Az együttes a mai napig sikeresen és aktívan működik, miközben már csak a két frontember, Paul Stanley és Gene Simmons maradt meg eredeti tagként.
Az együttes összesen 30 aranylemezt adott ki, amellyel az első legtöbb aranylemezzel rendelkező amerikai zenekarnak számítanak, minden műfajban. Világszerte több mint 120 millió albumot adtak el, ebből 40 milliót az Amerikai Egyesült Államokban, amelyből 20 milliót igazolt az Amerikai Hanglemezgyártók Szövetsége (RIAA). A VH1 zenecsatorna A 100 Legnagyobb Hard Rock előadó listáján a 10. helyre sorolta a zenekart, míg az MTV a Legnagyobb metal együttesek listáján a 9.-ek lettek. A Hit Parader 100 legjobb koncertzenekar listáján az első helyre sorolta az együttest, a VH1 Minden idők 100 legnagyobb előadója szavazásán pedig az 56. helyre kerültek. Ezenkívül a Gibson's Amerika 50 legnagyobb rockegyüttesei összeállításán a 26. helyre választotta az együttest. A KISS-t jelölték a Rock and Roll Hall of Fame tagjai közé, de 2009. december 15-én bejelentették, hogy a zenekar nem nyert felvételt. Pályafutásuk során már több alkalommal is kaptak jelölést, 2012-ben már 13. alkalommal. Végül 2014-ben beiktatták őket.

## A KISS története

### Előzmények (1970–1972)
Az együttes alapítói, Paul Stanley (Stanley Bert Eisen néven, New Yorkban született) és Gene Simmons (Chaim Witz néven született Izraelben, szülei magyar zsidók, Simmons jól beszél magyarul is) már az 1960-as évek végén megfordultak különböző zenekarokban. Stanley Uncle Joe néven alapított triót, amelyben Matt Rael gitárossal és Neil Teeman dobossal zenélt. 15 évesen a Postwar Baby Boom zenekarhoz csatlakozott, majd a Three nevű zenekarba szállt be. Ebben a rövid életű formációban Steve Coronel gitáros és Marty Cohen basszusgitáros mellett már együtt zenélt Gene Simmonsszal. Simmons korábban a Long Island Sounds zenekarban fordult meg, amely később The Love Bag néven szerepelt. A Three feloszlása után Simmons egy Cathedral nevű zenekart alapított meg, ez azonban néhány fellépést követően feloszlott. Simmons egy Brook Ostrader nevű szintetizátoros segítségével készített egy demót, amelyet a kiadók visszautasítottak. Ezt követően a The Village Voiceban adott fel egy hirdetést, amelyre az akkor már a legjobb barátjának számító Paul Stanley is válaszolt. Simmons ekkoriban még tanárként, míg Stanley taxisofőrként dolgozott, hogy megteremthessék az együttesük elindításához szükséges anyagi keretet.
1970-ben Simmons és Stanley mellett Brook Ostrader szintetizátorossal, Steve Coronel gitárossal és Tony Zarella dobossal kiegészülve megalakult a Rainbow együttes, amely hamarosan felvette a Wicked Lester nevet.
Az együttes Ron Johnsen hangmérnökkel elkészítette első albumát, amelynek felvételeire a New York-i Electric Lady Studiosban került sor 1971 októberében. Albumcímnek felmerült a The Laughing Dogs elnevezés, de az anyag végül nem jelent meg, mivel az Epic Records visszautasította a felvételt. Az ekkor rögzített dalok a 2001-ben megjelent The Box Set című KISS válogatásalbumon váltak hivatalosan is hozzáférhetővé. Az Epic ugyan leszerződtette a zenekart, de a kiadó A & R igazgatója, Don Ellis nem kedvelte az együttest. Steve Coronel gitáros hamarosan kilépett a zenekarból, és utódjául többek között Jay Jay Frenchet is meghallgatták, aki az 1980-as években a Twisted Sister tagjaként lett ismert. Coronel utódja végül Ron Leejack lett. A Wicked Lester a rövid pályafutása során már olyan dalokat is megírt, amelyek később némileg átírt verzióban felkerültek a KISS albumaira is. Az Eskimo Sun című dalból később az Only You lett a Music from "The Elder" albumon, míg a Stanley The Parrot az együttes debütáló albumán alakult át a Strutter című számmá. Az együttes meglehetősen eklektikus stílusú zenét játszott, ugyanis a rock and roll és a popelemek mellett a folk-rock is fontos szerephez jutott. Stanley és Simmons olyan dalokat kezdett el írni, amelyek nem illettek a zenekar koncepciójába, és hamar megérezték, hogy másféle stílusban kéne játszaniuk. Ezenkívül Simmons olyan látványos koncerteket képzelt el, amelyekben fontos tényező lenne a vizuális élmény és a tűznyelés. Terveik megvalósításához új dobost akartak maguk mellé, ezért a Rolling Stone magazinban adtak fel egy olyan hirdetést, hogy egy mindenre képes dobost keresnek.
A hirdetésre egyedül a Brooklynban élő Peter Criss (John Peter George Criscoula) válaszolt, akivel először az Electric Lady Studiosban kezdtek el próbálni. Criss a hírhedt big band-dobos, Gene Krupa tanítványa volt, aki kereste a lehetőségét, hogy ezt a fajta stílust egy rockegyüttesben vihesse tovább. Kezdetben varietékben és lokálokban dobolt, a Sounds of Soul, a The Barracudas, a Lips és a The Brotherhood nevű zenekarokban. Ezt követően a Chelsea nevű formációhoz csatlakozott, akiket 1970-ben a Decca leszerződtetett. Amikor Criss a Wicked Lester tagja lett, rajta kívül már csak Paul Stanley és Gene Simmons alkotta a formációt. Kezdetben hármasban zenéltek, majd a kiadójuk, az Epic javaslatára eldöntötték, hogy bevesznek még egy gitárost. Több mint 50 zenész meghallgatása után úgy döntöttek, hogy újsághirdetés révén válogatnak a jelentkezők közül. A The Village Voice magazinban feladott hirdetésükben az állt, hogy egy a 60-as évek stílusában játszó gitárost keresnek. Egyedül egy Bob Kulick nevű zenész jelentkezett, de ő nem vállalta volna a koncerteket, ezért maga helyett beajánlotta Ace Frehley (Paul Daniel Frehley) szólógitárost. Frehley korábban a The Exterminatorsban és a Four Rosesban zenélt, de megfordult az énekesnővel kiálló Molemo nevű pszichedelikus rock együttesben is. Ez a formáció felvett egy demót is, de lemezszerződéshez nem jutottak vele. Ezután a The Muff Divers együttesben fordult meg, amely hasonló stílusban mozgott, mint a Wicked Lester. Amikor Frehley meghallgatására sor került, a gitáros két különböző cipőben, egy piros és egy narancssárga színűben jelent meg a próbán. De nemcsak ezzel, hanem a gitárjátékával is sikerült lenyűgöznie a többieket. Amikor Frehley csatlakozott a Wicked Lester soraihoz, az együttes másik három tagja (Stanley, Simmons és Criss) már festett arccal szerepeltek az együttes fotóin, de ezek a minták még nem a későbbi KISS-karakterek voltak. Az együttes a sminkhasználatát és különleges ruházatát az olyan előadók hatására kezdte el használni, mint Alice Cooper és a New York Dolls. A négyesre bővült formációban az éneklés mellett Stanley vette át a ritmusgitáros szerepét, míg Simmons szintén énekelt a basszusgitározás mellett, a dobokat pedig Criss kezelte, míg a szólógitárosi szerepet Frehley töltötte be. Simmons és Stanley elképzelése az volt, hogy a The Beatles mintájára mind a négyen vegyék ki a részük a dalszerzésből és énekeljenek is, ezért a későbbiekben előfordult pár alkalommal, hogy Frehley és Criss is elénekelt egy-egy dalt. Frehley csatlakozása után néhány héttel felvették a KISS nevet (Stanley javaslatára), és addigra már kitalálták a négy zenészhez illő karaktert és a maszkokat is. Lehetséges zenekari névként felmerült a FUCK kifejezés is, de úgy gondolták hogy ezzel nem kerülhetnének be a médiába, ezért elvetették az ötletet.

### Az első fellépések és a debütalbum (1973–1974)
A névválasztás után az együttes logójának a megtervezése következett. A jellegzetes rúnákkal díszített logót Ace Frehley tervezte, amely nagymértékű hasonlóságot mutat a Németországban illegálisnak minősülő náci SS szimbólummal. Ezért a viták elkerülése végett, Németországban, 1979 óta egy módosított változatban szerepel az albumokon az együttes logója. Azonban nemcsak a logó, hanem maga az együttes neve is megütközést keltett sokakban. Pletykák kezdtek keringeni arról, hogy a KISS kifejezés egy titkos mozaikszó, olyan kifejezések rövidítése, mint a Knights In Satan's Service és a Kids In Satan's Service, de később bebizonyosodott, hogy ezek a feltételezések hamisak. Az első koncertjükre 1973. január 30-án került sor New York Queens kerületében. Az előadás a Popcorn klubban (a későbbi Coventry Club) került megrendezésre, mindössze három fizető néző előtt. Ezen a koncerten még arcfestés nélkül léptek fel. A jellegzetes kinézetükkel először 1973. március 9-én és 10-én léptek fel a New York-i Amityvilleben. 1973. június 17. és 23. között az Electric Lady Studiosba vonultak, hogy rögzítsék első demófelvételüket. Az anyag producere Eddie Kramer lett, aki korábban olyan sztárok mellett lett elismert producer, mint Jimi Hendrix és a Led Zeppelin. Az anyagra a Deuce, a Cold Gin, a Strutter, a Watchin' You és a Black Diamond című dalok kerültek fel. Ezek közül a Watchin' You a második, Hotter Than Hell című albumra került fel később, míg a másik négy az első albumon kapott helyet. A dalok demóváltozata némi eltérést mutat a későbbi albumverziókhoz képest. A Cold Gin egy dzsemelősebb verzióban hallható, míg a Watchin' You énektémái kezdetlegesebb, éretlenebb formát mutatnak. Az együttes rajongóinak a körében ez a demófelvétel számít a legnagyobb értéknek. A demófelvétel és az 1973 nyarán adott koncertek révén felfigyelt az együttesre Bill Aucoin menedzser, aki akkoriban egy Flipside nevű tévés popműsor igazgatója is volt. Az együttesnek felajánlotta, hogy elvállalja a menedzselésüket, de a KISS először visszautasította az ajánlatot. Aucoin erre megfenyegette a zenekart, hogy sosem fognak lemezszerződést kapni. Az együttes végül elfogadta Bill Aucoint menedzsernek (1982-ig intézte a zenekar ügyeit), cserébe két héten belül lemezszerződéshez kellett juttatnia őket. Ezt követően felvette a kapcsolatot a Buddah Records kiadónál dolgozó Neil Bogarttal, aki éppen egy saját kiadó megalapítását tervezte. Az együttes első demója elnyerte a tetszését, ezért elsőként a KISS-t szerződtette le az Emerald City Records névre keresztelt kiadójához. A négy lemezre szóló szerződést azonban csak 1973. november 1-jén írták alá, az akkor már Casablanca Records néven működő kiadóval.
Bogartnak tetszett az együttes kinézete, ezért elhatározta, hogy tökéletesíteni fogja az együttes vizuális megjelenését. Sean Delaney közbevonásával különböző koreográfiákat és sajátos pirotechnikai effekteket kezdtek el kidolgozni. Ekkor véglegesítették a tagok jellemeit, és a hozzá kigondolt megjelenést. Delaney az első turné igazgatója lett, amely a megalakulástól 1973. december 31-ig tartott, 24 fellépést magában foglalva. A körút során a The Brats és a Wayne County zenekarok előtt is adtak koncertet, míg az augusztus 10-i, New York-i előadáson már főzenekarként léptek fel. Ezen a koncerten a Street Punk és a Luger volt a KISS előzenekara. A turné utolsó koncertjét a New Yorkban lévő Academy of Musicban adták, ahol a Blue Öyster Cult, a Teenage Lust és az Iggy and the Stooges zenekarokkal léptek fel. Ekkor volt az első alkalom, hogy Gene Simmons bemutatta a tűzköpését a színpadon. A mutatvány majdnem tragédiába torkollott, mivel a zenésznek lángra lobbant a haja. A roadoknak még időben sikerült eloltaniuk, majd a zenekar levonult a színpadról. A mutatványt ennek ellenére nem vetették el, és a későbbi koncerteken is műsoron tartották. Első albumuk rögzítésének 1973. október 10-én álltak neki a New York-i Bell Sound Studiosban Kenny Kerner és Richie Wise producerekkel. A felvételek novemberben fejeződtek be, a cím nélküli album pedig 1974. február 18-án jelent meg. A borítón a négy maszkírozott arc látható, ugyanúgy, mint a Beatles With the Beatles albumán, ahol szintén a négy zenész szerepel a borítón. Érdekesség, hogy a képen Simmons arcfestéke még csak minimális a későbbihez képest, míg Criss macskakaraktere is félelmetesebb, kevésbé annyira macskás, mint a jól ismert karakter.
Az albumon számos olyan dal szerepel, amelyek később az együttes sikerszámai közé emelkedtek. A Deuce az egyik legtöbbet játszott szerzeménye lett az együttesnek, a Black Diamond általában a koncertek záródala szokott lenni, a 100 000 Years pedig Simmons színpadi magánszámaként vált ismertté. Ezeken kívül a Cold Gin és a Firehouse is rendre elő szokott kerülni a koncerteken. Ennek ellenére megjelenésekor az album nem keltett különösebb feltűnést. Kislemezként a Nothin' To Loset adták ki, B oldalán a Love Theme from KISS című számmal, de csakúgy, mint a lemez, ez is megbukott. A Kissin' Time képében egy feldolgozást is feltettek az albumra, amely eredetileg egy 1959-es Bobby Rydell-sláger. A debütáló lemez a Billboard 200 listáján csak a 86. helyre került, és a korabeli kritikák is vegyesek voltak. A Rolling Stone csak két pontot adott rá az ötből, de az idők múlásával a szakmabeli magazinok javítottak a megítélésén. A Blender 4 csillagot adott rá, míg a Metal Nightfall és a Vista Records maximális pontszámot. A Vista Records kritikusa, Erik Rupp az 1970-es évek egyik legerősebb bemutatkozásának nevezte az anyagot. Az AllMusic írója, Greg Prato 4 és fél ponttal jutalmazta, és kijelentette, hogy a hard rock klasszikusai közé tartozik. Ezenkívül dicsérte az anyag sokszínűségét, mivel elmondása szerint ugyanúgy található rajta Beatles-hatás, mint Rolling Stones és New York Dolls típusú party rock & roll, vagy éppen Led Zeppelin/Black Sabbath típusú hard rock, heavy metal. A bemutató koncertre Los Angelesben került sor, a Century Plaza Hotel elnevezésű helyszínen. Elsőként ezen az előadáson mutatták be a ma már a védjegyeiknek számító show-elemeket. A koncertet két nappal később bemutatták Dick Clark In Concert című tévéműsorában. Az albumot népszerűsítő turné a Kiss Tour 1974. február 5-én startolt a kanadai Edmontonban fekvő North Alberta Techben. A turné 73 előadása az Amerikai Egyesült Államokat és Kanadát érintette. Kanadában a blues-rockot játszó Savoy Brown és a Manfred Mann’s Earth Band zenekarokkal léptek fel, míg az USA-ban olyan előadóknak nyitottak, mint a Blue Öyster Cult, a Nazareth, az Aerosmith, a Focus, a Golden Earring, a Foghat, Kathy McDonald és Rory Gallagher.
1974. április 29-én újra a tévében szerepeltek a Mike Douglas Show keretében. Itt a Firehouse dalt adták elő, és egy Simmons-interjúra is sor került, ahol a zenész „a megtestesült gonosznak” nevezte magát. A médiaszereplés és az állandó koncertek ellenére az első albumból csak 75 000 példány kelt el, mely révén mind a zenekar, mind a Casablanca Records jelentős anyagi károkat szenvedett el.

### Hotter Than Hell,Dressed to Kill(1974–1975)
Második albumuk felvételei 1974 augusztusában, Los Angelesben kezdődtek meg a The Village Recorder stúdióban. A producerek ismét Kenny Kerner és Richie Wise voltak, a lemez pedig 1974. október 22-én jelent meg Hotter Than Hell (Japánban KISS 2) címmel. Eredetileg The Harder They Come címen akarták megjelentetni az albumot, de miután kiderült, hogy Jimmy Cliff már készített ezzel a címmel egy albumot, elvetették az ötletet. Japánban az első album révén kedvező fogadtatásban részesítették az együttest, ezért ezt a második album borítóján szereplő „chikara” (erő, kitartás) nevű japán szimbólummal méltányolták. A borítót Norman Seef és John Van Hamersveld készítette, akik japán kabukitradíciókat használtak fel, ezáltal bizonyítva, hogy az együttes külön figyelmet fordított a japán piacra. Az albumra klasszikusként tekintenek a rajongók, és több, később sikeressé vált dal található rajta. A címadó a fanatikus rajongók kedvencévé vált, míg a Parasite és a Let Me Go, Rock 'n' Roll a koncerteken is elő szokott kerülni. Ez utóbbi kislemezen is megjelent, és a koncerteken szólókkal szokták kibővíteni 6-7 percesre. A Goin' Blind képében az első balladisztikus szerzeményét is megírta a zenekar. Az album eltűnt a süllyesztőben, és a Billboard listáján is csak a 100. helyre volt elegendő. A Rolling Stone megint lehúzta a zenekart 2 ponttal, de ezúttal a Blender is csak három pontot adott rá. Későbbi írásokban a Metal Nightfall 4 pontot, a Vista Records pedig 4 és felet adott rá. Az utóbbi magazin kritikusa, Erik Rupp írása szerint az album meglepően jó, még ha nincs is rajta annyi klasszikus, mint az első lemezen. Az AllMusic négy pontot adott rá, és véleménye szerint jogosan tisztelik az albumot a rajongók.
A lemezmegjelenés után a Hotter Than Hell Tour keretében adtak 55 koncertet az Egyesült Államok és Kanada területén. Az 1974. október 17-től 1975. február 22-ig tartó koncertsorozaton a Fludd és a kanadai Rush nyitott a KISS előtt, de a Black Oak Arkansas társaságában is felléptek. 1975 elején az amerikai koncerteken a Blue Öyster Culttal adtak sikeres koncerteket. Az előadások egy része már olyan nagyobb helyeken zajlott, mint a Selland Arena, a Long Beach Arena vagy a Nassau Coliseum. A Long Islandben adott koncerten már a KISS volt a fő attrakció.
Harmadik albumukat 1975 februárjában kezdték el felvenni a New York-i Electric Lady Studiosban. A produceri feladatokat ezúttal a Casablanca Records elnöke, Neil Bogart, és maga a zenekar vállalta magára. Az album 1975. március 19-én jelent meg Dressed to Kill címmel, Japánban pedig hozzáillesztették A KISS From Hell alcímet is. A lemez két legismertebb szerzeménye a C'mon and Love Me és a Rock and Roll All Nite lett, amelyeket kislemezen is kiadtak. Erre a két dalra videóklipeket is forgattak, amelyek felvételei a Detroitban lévő Michigan Palace-ban készültek. Ezeken kívül még a She című szám került elő a későbbi koncertek alkalmával is. A sikeres koncertek révén a Dressed to Kill már jobban teljesített az eladási listákon is, az amerikai Billboard 200-on például a 32. helyre került fel. Az igazi áttörés azonban ezúttal is elmaradt, és mind a kiadó, mind a zenekar anyagi gondjai továbbra is fennálltak. Eredetileg dupla albumként akarták kiadni, de a Casablanca anyagi nehézségei miatt az ötletet el kellett vetniük. Megjelenésekor némileg jobb kritikákat kapott, mint az elődje, de a Rolling Stone magazint továbbra sem sikerült meggyőzniük, amely csak három pontot adott rá. Más magazinok viszont megint dicsérték a későbbiekben. A Blender 4 pontot adott rá, míg a Metal Nightfall maximálisat. Erik Rupp, a Vistarecords kritikusa 4 pontosra értékelte, és kifejtette, hogy ugyan van rajta egy-két töltelékdal, de gyengének nem nevezhető, és mindenkinek ajánlott, aki szereti az 1970-es évek rockzenéjét. Az Allmusic négy és fél pontot adott rá az ötből, és hozzátette, hogy a korábbiaknál élénkebb hangzás következtében az első két albumnál populárisabb lemez született. Az albumot támogató Dressed to Kill Tour 71 fellépést foglalt magában, és kizárólag az Egyesült Államok területét érintette. Az első előadásra 1975. március 19-én került sor, míg az utolsóra 1975. augusztus 28-án, Indianapolisban. A körút egyes szakaszain a Rush volt az előzenekar, de a Montrose, a Journey és a Black Sabbath társaságában is adtak koncerteket.
A turné költségeit Bill Aucoin a saját zsebéből finanszírozta. 1975. május 16-án a Detroitban fekvő Cobo Hallban léptek fel, melyet rögzítettek egy koncertlemez kiadásának a céljából. A tervezett kiadványhoz még további négy koncertről is felvettek dalokat. A 74 perces koncertlemez producere Eddie Kramer volt, ami 1975. szeptember 10-én került a boltok polcaira Alive! címmel. A koncertalbumról újra kiadták a Rock and Roll All Nite című számot kislemezen, amely ebben a verziójában óriási slágerré vált, és a kislemezlista 12. helyére került. Az Alive! a Billboard lista 9. helyére került, és legalább háromszor annyi fogyott belőle, mint az első három albumból együttvéve. A kiadvány meghozta az együttes számára a mainstream áttörést, melynek révén a KISS az Egyesült Államok egyik legnépszerűbb sztáregyüttese lett. A koncertlemez 110 hétig volt listaszereplő, és a megjelenése óta 9 millió példányban kelt el. A siker révén nem ment csődbe a Casablanca Records, és az együttes is megtarthatta a szerződését. Az áttörésnek köszönhetően a korábbi albumok iránt is megnőtt az érdeklődés, mely révén az eladásaik megsokszorozódtak. A koncertalbum dicsérő kritikákban részesült, ezúttal már a Rolling Stone is négy pontot adott rá. A Blender és a Vista Records maximálisra értékelte, míg az Allmusic 4 és fél pontot adott rá. Ez utóbbi magazin írója, Greg Prato minden idők egyik legjobb hard rock koncertalbumának nevezte, elmondása szerint nem hiányozhat egyetlen rockrajongó gyűjteményéből sem. Az egyik legnevesebb zenei magazin, a Circus a Led Zeppelin Physical Graffiti albuma után az év második legjobb kiadványának nevezte. Az album sikerét nagymértékben befolyásolta az a tény, hogy a koncertfelvétel révén a dalok sokkal energikusabbak lettek, mint a stúdióalbumokon. Később elismerte az együttes, hogy a profi összhatás érdekében nagymértékű stúdiómunkálatokon esett át a felvétel. A koncertlemez kiadásának apropójából újra turnéra indult az együttes. Az Alive! Tour 1975 szeptemberében startolt, és a 117 fellépésből álló koncertsorozat eltartott 1976 júniusáig. 1975. december 31-én a New York-i Nassau Coliseumban léptek fel, ahol a Blue Öyster Cult volt az előzenekar. Az együttes ekkortájt már a korszak leglátványosabb arénakoncertjeit produkálta. Az előadásokon színpadi hidraulikát, pazar világítást, nagy mértékű pirotechnikát alkalmaztak, mialatt Simmons vért köpött és tüzet fújt, Stanley széttörte a gitárjait, Frehley rakétákat lövellt ki a hangszeréből, míg Criss dobfelszerelése több méter magasra felemelkedett. Ezenkívül (talán a világon elsőként) megalakult a rajongókat tömörítő Kiss Army fan club, amelynek főhadiszállása az indianai Terre Haute-ban van.

### Destroyer,Rock and Roll Over(1976–1977)
Negyedik stúdióalbumuk felvételei New Yorkban kezdődtek meg, még 1975 szeptemberében, az Electric Lady és a Record Plant stúdiókban. Az album producere ezúttal Bob Ezrin lett, aki korábban főleg Alice Cooper oldalán lett elismert. A felvételek 1976 februárjában fejeződtek be, az album pedig Destroyer címmel jelent meg 1976. március 15-én. Az albumot ezúttal már nagy várakozás előzte meg, ezért elhatározták, hogy egy változatos, sok stílusból merítő, összetett hangzású anyagot adnak ki. A cél érdekében Ezrint is bevonták a dalszerzésbe, míg a King of the Night Time World és a Do You Love Me? című dalokba Kim Fowley is besegített. Fowley amerikai dalszerzőként és producerként vált ismertté, aki a Slade és a Runaways együttest is ismertté tette. A lemez rögzítésekor Ace Frehley nem mindig volt jelen, ezért egyes témáit Rick Derringer játszotta fel, míg a Sweet Pain és a Great Expectations szólói a korábbi Alice Cooper-gitáros Dick Wagnertől hallhatóak. Az albumról a Shout It Out Loud, a Flaming Youth, a Detroit Rock City és a Beth című dalok kislemezen is megjelentek. Ezek közül csak a People's Choice díjas Beth ért el komolyabb sikert, amely a Billboard Hot 100 kislemezlistán a 7. helyre került. A nagyzenekari kísérettel megtámogatott lírai dal a korszak egyik legnagyobb balladaslágere lett, és a zenekar 70-es évekbeli munkásságának is ez lett a legismertebb szerzeménye. A dalt Peter Criss énekli, amelyet még a feleségével, Lydiával írt meg 1970-ben. Az album ezenkívül még olyan klasszikus KISS dalokat tartalmaz, mint a koncerteken elmaradhatatlan God of Thunder, a zenekar himnuszává vált Detroit Rock City, vagy a Shout It Out Loud és a Do You Love Me?. Az albumra felkerült a szintén közkedvelt King of the Night Time World, mely Elvis Presley King of the Whole Wide World című dalát parodizálja ki. Zeneileg a korábbiaknál jóval változatosabb és kísérletezőbb, komplex hangszerelésű album született. Az anyagon szerepel kemény rockdal (Detroit Rock City, God of Thunder), csakúgy, mint ballada (Beth) és lazább darabok (Shout It Out Loud, Do You Love Me?), de ezeken kívül progresszívabb felfogású, musical hatású szerzemények is hallhatóak rajta (Great Expectations, Flaming Youth). Az album egyes dalaiban szereplő komolyzenei aláfestéseket a New York Philharmonic Symphony Orchestra végezte el. A stílusokon átívelő Great Expectationsben felhangzik Beethoven (Sonata No. 8 in C Minor, opus 13) Pathétique témája is. Az album borítója színes, képregény jellegű lett, amely a fantasyművész Ken Kelly festménye. Később más KISS-albumok mellett a Rainbow és a Manowar számára is készített lemezborítókat.

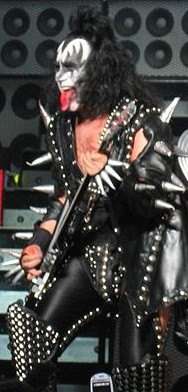
Gene Simmons jellegzetes színpadi szerelésében.

Az albumra mind a szakma, mind a rajongók úgy tekintenek, mint a zenekar egyik legjobb alkotására. A Sputnikmusic 4 és fél pontot adott rá, míg a Blender maximálisra értékelte. Az AllMusic szintén négy és fél pontra értékelte, és az együttes egyik legkísérletezősebb és legérdekesebb albumaként jellemezte. A Destroyer megjelenését óriási várakozás előzte meg, ezért nemcsak kritikailag, hanem kereskedelmileg is sikert aratott. Az első héten 850 000 darabot adtak el belőle, mely révén a Billboard 200 lista 11. helyére került. Az album még 1976-ban platinalemez lett az Egyesült Államokban. A lemez megjelenésekor az együttes még javában koncertezett az Alive! Tour keretében. 1976 májusában és júniusában, pályafutásuk során először léptek fel az Egyesült Királyságban és Európában. Angliában kétszer is felléptek a Hammersmith Odeonban, ahol a Stray volt az előzenekar, míg az európai koncerteken a Scorpions. A Németországban, Svájcban, Franciaországban, Hollandiában, Svédországban és Dániában adott fellépések sokkolták az európai közönséget. Az itt adott fellépések zajos sikert arattak, ugyanakkor botrányoktól sem voltak mentesek. Peter Criss minden alkalommal szétzúzta a szállodai szobáit, és egy alkalommal az ablakon is ki akart ugrani, de egy biztonsági embernek sikerült visszafognia. 1976 júliusától szeptember 12-ig újabb turnéra indultak, amely a Destroyer Tour elnevezést kapta. A végig telt házas körút folyamán Bob Seger, Ted Nugent, a Uriah Heep és a Cheap Trick voltak az előzenekarok. Augusztus 20-án 42 000 ember előtt léptek fel az Anaheim Stadiumban, míg Georgiában, az Atlanta Braves stadionban 50 000 nézőt vonzottak.
1976 októberében a The Paul Lynde Halloween Special című tévéműsorban szerepeltek, ahol playbackkel adták elő a Detroit Rock City, a Beth, és a King of the Night Time World dalokat, majd interjút adtak Paul Lyndének. Sok tizenéves ekkor ismerkedett meg az együttessel. 1976. július 21-én a Casablanca egy The Originals című boxszettben újra kiadta az első három albumot. A limitált számú kiadványhoz mellékelték az együttes képregénytörténetét, továbbá egy KISS Army-tagságikártya is járt hozzá. Az album aranylemez lett, és a 36. helyre került a Billboard lemezeladási listáján.
Ötödik stúdióalbumuk 1976. november 11-én jelent meg Rock and Roll Over címmel. A japán kiadás alcíme Rock Fire From Hell volt. Az album producere Eddie Kramer lett, a felvételek pedig a Star Theatre-ben zajlottak a New York állambeli Nanuetben. Az album visszatért az egyszerűbb alapokhoz, zeneileg ott folytatták, ahol a Dressed to Kill-lel abbahagyták. A lemez legismertebb szerzeményei a Calling Dr. Love és a Hard Luck Woman lettek, amelyek kislemezen is napvilágot láttak. Mindkét dal bejutott a Top20-ba, a Hard Luck Woman megírásában pedig Rod Stewart is részt vett. Ezeken kívül még a Makin' Love, a Take Me és az I Want You bukkant fel gyakran a későbbi koncerteken. Három dalnál (Take Me, Mr. Speed és Makin' Love) Sean Delaney is besegített a dalszerzésbe, míg a Baby Drivert Criss mellett Stan Penridge is jegyzi. Az albumot szerették a rajongók, és a különböző magazinok is pozitív recenziókat írnak róla. A Metal Nightfall 5-ből 5 pontot adott rá, míg a Blender 4-et. A Vista Records négy és fél pontra értékelte, ahol Erik Rupp nagyszerű albumnak minősítette. Az AllMusic 4 pontot adott rá, és megjegyezte, hogy a lemez kevésbé ismert szerzeményei is ugyanolyan erősek, mint a slágerré vált darabok. A Rock and Roll Over a 11. helyre került a Billboard 200 lemezeladási listáján, és 1977 januárjára platinalemez lett. Az album turnéja Rock & Roll Over Tour címen vette kezdetét 1976. november 24-én, és 1977 áprilisáig tartott. Az 1976. december 11-én a floridai Lakelandben adott koncerten Ace Frehley áramütést szenvedett el a gitárjától. A sérülés nem volt nagyon súlyos, de a zenészben így is mély nyomokat hagyott. A 69 fellépésből álló körút kizárólag az Amerikai Egyesült Államokat, és pályafutásuk során először Japánt érintette. Tokióban négy egymást követő este töltötték meg a Nippon Budókan arénát.

### Love Gun, négy szólólemez (1977–1978)
Hatodik albumuk felvételei 1977 májusában kezdődtek a New York-i Record Plant Studiosban Eddie Kramer és a zenekar produceri felügyeletével. A lemez Love Gun címmel jelent meg 1977. június 17-én. Ez volt az első olyan albumuk, amelyen mind a négy tag énekelt. Peter Criss a Hooligant, míg Frehley az együttes történetében elsőként a Shock Met énekelte lemezre, ami az első KISS szám, amiben a gitáros énekel, mivel sokáig bizonytalan volt a hangjában. Az utóbbi dal megszületését a gitárost ért áramütés inspirálta. A 10 dal közül egybe külsős dalszerző is besegített, mivel a Hooligant Criss mellett Stan Penridge is jegyzi. Ezenkívül az albumon utolsóként szereplő Then He Kissed Me egy feldolgozás, amely eredetileg a The Crystals 1963-ban kiadott dala. Az album legismertebb szerzeményei a címadó Love Gun, a Shock Me, az I Stole Your Love, a Christine Sixteen és a Plaster Caster lettek. Ezek közül a Love Gun és a Christine Sixteen kislemezen is megjelent, de különösebb sikert egyik sem aratott. Érdekesség, hogy a Love Gunban a basszusgitárt is Stanley játszotta fel, míg a Then She Kissed Meben az összes gitárt ő rögzítette. Az Almost Humanban és a Plaster Casterben pedig Simmons ritmusgitározik. A Christine Sixteen dalnak készült egy olyan változata is, amelyet Simmons Eddie Van Halennel és Alex Van Halennel vett fel, de az albumra végül nem ez a verzió került fel. Simmons ekkortájt más zenészekkel is gyakran összejött, és kutatta az együttes lehetséges jövőbeli tagjait, mivel észrevette, hogy Criss és Frehley alkohol- és kábítószer-problémái egyre súlyosabbak. A Van Halen testvérekkel közösen írta meg a House of Pain és a Runnin' With The Devil című Van Halen-szerzeményeket. A Love Gun látványos borítóját, csakúgy, mint az előző két albumét, ezúttal is Ken Kelly készítette. A lemezt az együttes egyik legerősebb kiadványaként szokás emlegetni, amely megjelenésekor is pozitív fogadtatásban részesült. A Rolling Stone ugyan 3 és fél pontot adott rá, de a későbbiekben a Blender már négy és felet, míg a Metal Nightfall maximálisra értékelte. A Vista Records szintén négy és fél pontot adott rá, és az együttes egyik legjobb albumának nevezte. Az AllMusic négy és fél pontot adott rá, és megjegyezte, hogy hasonlóan jó album született, mint a Rock and Roll Over. A lemez kereskedelmileg is az együttes egyik legsikeresebb produkciója lett. A Billboard 200 albumlista 4. helyére került, és pár nap alatt platinalemez minősítést szerzett. Ebben az időben az együttes egy új design elkészítésével megváltoztatta a megjelenését. A még feltűnőbb díszletek a Marvel Comics képregénykiadónak is megtetszettek, és az együttes tagjaiból szuperhősöket faragott. Először csak hallucinációként jelentek meg a Howard The Duckban, majd „Dr Doom” ellen indultak csatába. A projekt irányításával Steve Gerbert bízta meg a zenekar. Ez volt az első eset, hogy egy zenész képregényfőhőssé vált. A képregény ugyanaznap jelent meg, mint a Love Gun album, és több mint 800 000 példányban kelt el.
A lemez turnéja Love Gun Tour címen vette kezdetét 1977. július 8-án. A körút 1977. szeptember 5-ig tartott, és a 32 előadás kizárólag az Egyesült Államokat és Kanadát érintette. A turnén a Styx, a Cheap Trick az AC/DC és a The Godz voltak az előzenekarok. Los Angelesben 72 000 nézőt vonzottak, miután négyszer töltötték meg a Forumot. Három koncertet rögzítettek, melyeknek a felvétele 1977. október 14-én jelent meg az Alive II koncertlemezen. A felvételek nem sikerültek tökéletesre, ezért stúdiós utómunkálatokon is átesett az anyag. Az albumon öt új stúdiófelvétel is helyet kapott. Később kiderült, hogy ezekben a dalokban nem Ace Frehley hallható (kivéve a Rocket Rideot), hanem Rick Derringer és Bob Kulick. Az Anyway You Want It egy feldolgozás, amely eredetileg Dave Clark dala volt. A Rocket Ride kislemezen is megjelent, mely a Billboard Hot 100 kislemezlistán a 39. helyre került. A koncertkiadvány kiváló kritikákban részesült, és a rajongók is klasszikusként tekintenek az anyagra. Az Alive II a Billboard lista 7. helyére került, és tripla platinalemez lett.
Ezt követően újabb turnéra indultak az USA-ban és Japánban. Az 51 koncertből álló Alive II Tour 1977. november 14-én vette kezdetét, és 1978 áprilisában fejeződött be. A koncertsorozat több állomásán is az AC/DC volt az előzenekar. New York Cityben 60 000 ember előtt léptek fel, miután három egymást követő este töltötték meg a Madison Square Gardent. Az utolsó öt koncertre Japánban került sor, ahol 5 egymást követő este léptek fel telt ház előtt a Budokan Arénában. Ezáltal megdöntötték a Beatles által tartott rekordot, akik korábban négyszer léptek fel telt ház előtt. 1977 végére a KISS Army fan club már 100 000 tagot számlált. Egy 1977-es Gallup-felmérés szerint az Egyesült Államokban a KISS volt a legnépszerűbb zenekar, mely révén olyan szupersztárokat utasítottak maguk mögé, mint az Eagles, az Aerosmith és a Led Zeppelin. Az Alive II Tour az addigi legsikeresebb turnészakaszuk lett, a zenekar 1977-es bruttó jövedelme pedig 10 200 000 dollár volt.
1978. április 18-án megjelent egy Double Platinum című válogatásalbum, melyre egyes dalok remix változatai kerültek fel. Így a Black Diamond szerkezete és szövege is átalakult, míg a Hard Luck Woman egy akusztikus bevezetőt is kapott. A Struttert Neil Bogart kérésére újra felvették, és az akkor előretörő diszkóstílusban tették fel az albumra Strutter '78 címmel. A kiadvány platinalemez lett, és a Billboard albumlistán a 22. helyre került. Ezenkívül ebben az időszakban még megjelent egy The Originals II, Overview of Hell, Part II című válogatásalbum is, amelyre a Destroyer, Rock and Roll Over és a Love Gun albumok kerültek fel. Ezt a kiadványt azonban csak Japánban jelentette meg a zenekar.
Ezt követően elhatározta az együttes, hogy egyszerre négy albumot fog kiadni, amelyre korábban még nem volt példa a zenetörténetben. A négy album a négy zenész szólóalbumaként jelent meg, amelyeken mindannyian kiereszthették alkotóvágyukat, ezáltal maximális szabadságot kaptak. Az albumokat egyenborítóval látták el (amelyeket Eraldo Carugati készített), és a négy portré mellett az együttes emblémája is feltűnt. Mind a négy zenész albuma 1978. szeptember 18-án került a lemezboltok polcaira. Gene Simmons albuma Angliában, Los Angelesben (Cherokee Studios) és New Yorkban (Blue Rock Studio) került rögzítésre. A producer Simmons mellett Sean Delaney volt. Zeneileg megdöbbentő dolgokkal állt elő az anyagán, mivel a rock and roll dalok mellett feltűnnek balladák, női háttérvokálok, vonós hangszerelés, Beatles hatású popdalok, funk/diszkó hatások és sok akusztikus gitár. A lemez utolsó dala a When You Wish upon a Star, a Walt Disney (Pinocchio) egyik klasszikus betétdala. A Rolling Stone 2 és fél pontot adott rá, de későbbi írásában az Allmusic is csak hármat. Az anyagon rengeteg zenész felbukkant, többek között Bob Seger, Rick Nielsen (Cheap Trick), Joe Perry, Donna Summer, Jeff "Skunk" Baxter (Doobie Brothers) vagy Cher. A négy KISS-zenész közül Simmons albuma lett a legsikeresebb, amely pár nap alatt platinalemez lett, és a Billboard listáján a 22. helyre került.
Ace Frehley albuma a New York-i Plaza Sound stúdióban és a sharoni The Mansionban került rögzítésre. A producere Frehley mellett Eddie Kramer volt. Zeneileg a glam rock hatásait is magán viselő, gitárközpontú albumot készített, melyen az olyan példaképei is kihallatszódnak, mint a Cream, Jimi Hendrix, Jeff Beck és a The Who. Az albumon az az Anton Fig dobolt, aki a későbbiekben dolgozott a KISS számára is. A lemez legismertebb szerzeménye a kislemezen is kiadott New York Groove lett, amely a 13. helyre került az amerikai listán. A dalt eredetileg Russ Ballard írta a Hello együttes 1975-ben megjelent Keeps Us Off The Streets című albumára. A Rolling Stone lehúzta az anyagot és mindössze 2 pontra értékelte. Az Allmusic 4 pontot adott rá, és a négy tag közül Frehley albumát nevezte a legjobb alkotásnak. Továbbá hozzátette, hogy az albummal bebizonyította a gitáros, hogy nem csak egy „tartalékzenész” Stanley és Simmons mellett. Az album Simmons lemeze után a második legsikeresebb lett, miután a Billboard albumlistán a 26. helyre került. Frehley lemeze 14 nappal a megjelenése után lett platinalemez.
Peter Criss albumának Vini Poncia volt a producere, a felvételei pedig az Electric Lady Studiosban (New York City), a Burbank stúdióban (Burbank) és a Sunset Sound Studiosban (Hollywood) készültek. Criss albumára popos beütésű, szelíd számok kerültek fel R&B jellegű diszkódalokkal kiegészítve. A dobos a Beth révén a zenekar csendes, romantikus hősének számított, ezért a rajongók számára nem volt meglepő a dalainak az irányvonala. Ezt erősítette az a tény is, hogy Criss kedvenc énekese Frank Sinatra, és kedvenc zenei stílusa pedig a swing. A KISS-rajongók általában Criss albumát tartják a legrosszabbnak, de a kritikák is negatívan ítélik meg a lemezt. A Rolling Stone egy pontot adott rá, de az Allmusic írója Stephen Thomas Erlewine is csak kettőt, aki szörnyűnek nevezte az anyagot. Ezen az albumon is számos vendégzenész működött közre, a That's The Kind of Sugar Papa Likes és a Hooked on Rock and Roll dalokban például Steve Lukather szólózott. Criss lemeze a 43. helyig jutott az albumlistán, és platinalemez lett.
Paul Stanley albuma az Electric Lady Studiosban (New York City), a The Record Plant Studiosban (New York City) és a The Village Recorderben (Los Angeles) került rögzítésre. A produceri feladatokat egymaga látta el, és többek között olyan vendégzenészeket hívott meg rá, mint a későbbi KISS-stúdiógitáros Bob Kulick vagy Carmine Appice. A négy alkotás közül ez a produkció hasonlított legjobban az anyazenekarra, mivel Stanley albumán is a klasszikus hard rock vonások dominálnak a leginkább. A Rolling Stone egy pontot adott rá, míg a Sputnikmusic négyet, és megállapította, hogy egy remek hard rock album született. Az Allmusic három pontosra értékelte, és azt írta, hogy a KISS következő albuma is hasonló lett volna, ha 1978-ban jelenik meg. Stanley albuma a 40. lett a Billboard 200-on és ez is platina minősítést szerzett.

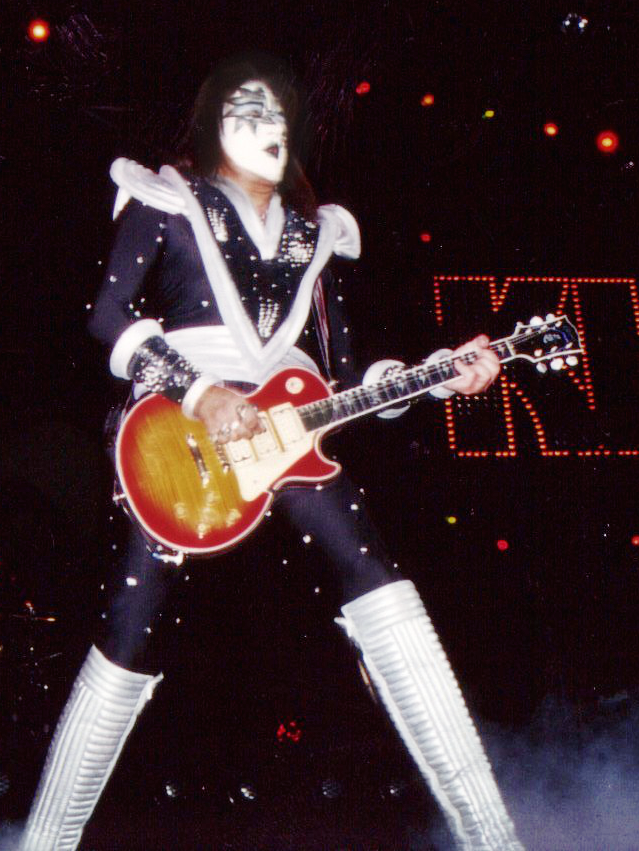
Ace Frehley szólógitáros.

A négy szólóalbum egyenként is kelendőnek bizonyult, de az együttes eladások hatalmas sikert arattak, már a hivatalos megjelenés előtt platinalemez lett. A Casablanca Records bejelentette, hogy rövid időn belül 2 500 000 dollárt jövedelmeztek a szólóalbumok. Mind a négy kiadvány egyenként elkelt legalább annyi példányban, mint a Love Gun. Az albumok kiadása után úgy döntöttek, hogy sikereik csúcsán filmet forgatnak a zenekarról. A filmet 1978 tavaszán kezdték el forgatni, és egy angol rendező, Gordon Hessler készítette Jan Michael Sherman és Don Buday forgatókönyve alapján. A filmben a négy maszkos karakter volt a főszereplő, és elsősorban a rajongók számára készült. Az elképzelés az volt, hogy az A Hard Day's Night (Beatles) és a Star Wars egyfajta keveréke lesz a film, a végeredmény azonban elmaradt a várakozásoktól. A film készítése közben az együttes egyre kevésbé tűnt lelkesnek, főleg Criss és Frehley volt csalódott, akik nehezen tanulták meg a szövegüket.
A Kiss Meets the Phantom of the Park című filmet 1978. október 28-án mutatta be az NBC, míg a mozikban halloween napján lehetett először megtekinteni. Európában pedig KISS In Attack Of The Phantom címmel mutatták be 1979-ben. A rossz kritikák ellenére a Kiss Meets the Phantom of the Park az USA-ban az év egyik legtöbbet nézett filmje lett. A későbbi interjúk során úgy nyilatkozott az együttes a filmről, hogy az inkább a saját énjüket mutatja be, mintsem a szuperhősők karakterét. Ezenkívül kihangsúlyozták, hogy elégedetlenek voltak a végeredménnyel, mivel az egyszerre lett humoros és kínos. A film kudarca révén megromlott a kapcsolat Bill Aucoin és a zenekar között. A film manapság már csak szórványosan elérhető, leginkább a Kissology Volume Two: 1978–1991 című KISS-DVD-n lehet a legkönnyebben megtekinteni. Ettől az időszaktól a KISS merchandise termékek jelentős bevételi forrásai lettek az együttesnek. Flippergépeket üzemeltettek a nevükkel, de KISS-babákat, a tagok sminkkészletét, halloweeni maszkokat, társasjátékokat, rágógumi-játékkártyákat és sok egyéb emléktárgyat lehetett megvásárolni. Ezekből a termékekből 1977 és 1979 között becslések szerint 100 000 000 dollár jövedelmezett.

### Dynasty,Unmasked(1979–1980)
Következő albumuk stúdiómunkálatainak 1979 januárjában és februárjában álltak neki a New York-i Electric Lady és Record Plant stúdiókban. Az album producere eredetileg Giorgio Moroder lett volna, aki később a Flashdance révén vált ismertté. Az anyag producere végül Vini Poncia lett, aki előző évben Peter Criss szólóalbumán is dolgozott. A lemez Dynasty címmel jelent meg 1979. május 23-án, Japánban az Escape From Hell alcímmel kiegészítve. Az albumon Peter Criss van feltüntetve dobosként, de valójában csak az általa írt és énekelt Dirty Livinhez játszotta fel a dobtémákat. Távolmaradásának oka a felvételek előtt bekövetkező autóbalesete volt, mely révén eltört az egyik keze. Helyette Anton Fig dobolta fel a lemezt. Ace Frehley három számot is énekel (Save Your Love, Hard Times, 2.000 Man), melyekből a 2.000 Man egy Rolling Stones-feldolgozás. Ezzel ellentétben Simmons csak két dal feléneklését vállalta magára, melyekből a Charisma című dalt az együttes akkori menedzserével, Howard Marksszal írt meg. Érdekesség, hogy a Sure Know Something basszustémáit és a gitárszólóját is Paul Stanley játszotta fel. Zeneileg a korábbi albumok stílusától eltérő, nagy meglepetést okozó album született. Az akkori trendnek megfelelően a zenekar nyitott a diszkóstílus felé, mely révén a hard rock elemeket is megtartó, populáris és diszkós anyagot készítettek el. A dalok szerkezete alaposan le lett egyszerűsítve, az énektémák általában egyetlen vezérdallamra lettek felépítve, míg a gitár és ritmustémák csak annyira voltak az előtérben, hogy a dalok „táncolható egyszerűsége” ne vesszen el. Ezen az albumon szerepel az együttes legismertebb szerzeménye, az I Was Made for Lovin' You, amely a diszkóklubokban és a rádiókban is hatalmas sikert aratott. A kislemez a Billboard Hot 100 lista 11. helyére került, és Európában is a slágerlisták élbolyában tanyázott. Az Egyesült Államokban hamar platinalemez lett, és több mint 1 millió példányban kelt el. A dalt Stanley írta meg a producer Vini Ponciával és az akkor még ismeretlen Desmond Child dalszerzővel, aki később a KISS mellett az Aerosmith és a Bon Jovi számára is írt sikerdalokat. Ezenkívül még a szintén diszkós beütésű Sure Know Something című dalt adták ki kislemezen, amely azonban már nem lett akkora siker, mivel csak a kislemezlista 47. helyére volt elegendő. A Dynasty album a Billboard 200 9. helyére került, és milliós példányszámban kelt el. A rajongók ugyan megvásárolták a lemezt, de az együttes stílusváltása csalódást okozott a számukra. A kritikák szintén kedvezőtlenül fogadták az albumot, a Rolling Stone mindössze 1 pontot adott rá, de a megítélése a későbbiekben sem javult sokat. A Metal Nightfall három pontot adott rá, a Vista Records viszont négyet. Az Allmusic írója, Greg Prato három pontra értékelte, és kifejtette, hogy az album nem olyan szörnyű, mint amilyennek egyesek megítélik, de nem is mérhető az olyan klasszikusokhoz, mint a Hotter Than Hell, a Destroyer és a Love Gun.
Az album megjelenése után szóba került egy KISS témájú utazó vidámpark, a Kiss World megépítése, de a túl nagy költségek miatt elvetették ezt az ötletet. A lemezt támogató Dynasty Tour 1979. június 15-én vette kezdetét, és eltartott 1979. december 16-ig. A körút folyamán az Egyesült Államokban és Kanadában adtak 82 koncertet. Criss helyén a lemezen is játszó Anton Fig dobolt egyes koncerteken, aki élőben lépett fel Criss helyett, a macska karakter alatt. A turnéra új színpadképet alakítottak ki, és a rajongók megdöbbenésére kivették a programból a God of Thundert, ezáltal Simmons vérköpéssel kiegészített szólóműsorát is. A koncertek jegyeladása visszaesett a korábbi turnékhoz képest, több helyen is csak félház előtt lépett fel az együttes, amely iránt innentől kezdve fokozatosan csökkent az érdeklődés. A korábbi sikerek elmaradása ugyanúgy betudható a Dynasty album diszkós megközelítésének, mint az aktuális zenei trend megerősödésének. A zenekar hiába nyitott az új hangzások felé, az új hullám és a diszkó előretörése révén a KISS-t már idejétmúltnak titulálták. Az együttes a koncertjeit nem tudta tovább fokozni, ezért újdonsággal már nem álltak elő, ezáltal a „KISS-varázs” is elmúlóban volt.
A turné közben visszatért Criss, aki végül az 1979. december 26-án, Toledóban adott koncert közben kisétált a teremből. Ezáltal nem csak a koncert, hanem az egész turné félbeszakadt. A lejátszott koncertek némelyikén Criss teljesítménye romlott, vélhetőleg szándékosan lassult le, vagy hagyta abba a játékot egy kis időre. A távozása nem volt meglepő, mivel a halloween napján a The Tomorrow Show with Tom Snyder műsorban adott interjúban Criss és Frehley egyaránt bírálta Simmonst és Stanleyt, amiért megengedték Anton Fignek, hogy elénekelje Criss dalát, a Bethet. Kilépése után még hat hónapig az együttes tagjának számított, mivel távozását hivatalosan csak akkor jelentette be, amikor a következő album megjelent.
A felvételek 1980 januárjában és februárjában zajlottak a New York-i Record Plant Stúdiosban, ezúttal is Vini Poncia producerrel. Az album 1980. május 20-án jelent meg Unmasked címmel, a hangmérnökei pedig Jay Massina és Gary Russell voltak. A lemez egy poszterrel együtt jelent meg (a borítóján még Criss arcképével), a japán kiadás alcíme pedig The Truth Behind The Mask volt. Az album nyolc dalában a producer Vini Poncia is közreműködött dalszerzőként, de a Naked Cityben Bob Kulick és Pepe Castro is részt vett, míg az Is That You? című dalt egyedül Gerard McMahon írta meg. Ace Frehley (csakúgy mint Simmons) három számot írt meg és énekelt fel a lemezre (Talk to Me, Two Sides of the Coin, Torpedo Girl). Az albumot ez esetben is Anton Fig dobolta fel. Az anyag folytatta a Dynasty által megkezdett utat, vagyis ezúttal is egy diszkós és populáris albumot készítettek el. Kislemezen elsőként a Shandi című számot adták ki, amely nagymértékben utalt a Bethre, de annak a sikerét még csak meg sem közelítette (47. lett a kislemezlistán). Ezenkívül még a Talk to Me és a Tomorrow dalok is megjelentek, de jelentős sikert ezek sem arattak. Az Unmasked album a Billboard listáján csak a 35. helyre került, és július végén lett aranylemez. A Destroyer megjelenése óta ez volt az első olyan alkalom, hogy egy KISS-album nem érte el a platinalemez státuszt. A rajongók a mai napig vitatkoznak a lemez megítélését illetően, és a kritikusok is rendre lehúzzák az albumot. Megjelenésekor a Rolling Stone 1 pontot adott rá de később az Allmusic is csak kettőt, amelynek kritikája szerint az album könnyen felejthető dalokat tartalmaz. A Sputnikmusic viszont négy ponttal jutalmazta az albumot.
A lemez megjelenése után, júliusban hivatalos tagként csatlakozott hozzájuk Paul Charles Charavello, aki később az Eric Carr színpadi nevén lett ismert. Az új dobos korábban a Cellarmen tagja volt, és főleg a Led Zeppelin, valamint a New York Dolls hatására kezdett el a zene iránt érdeklődni. Karakteréhez elsőként a sólyommaszk merült fel (fel is lépett így), de végül a rókamaszk jobban tetszett neki, ezért azt választotta. Játékstílusa jóval metalosabb volt, mint Crissé, melynek keménysége olyan dobosokéval volt rokon, mint John Bonham és Ian Paice. Eric Carrnak könnyedén sikerült beilleszkednie, és a rajongótábor is azonnal elfogadta. Az Unmasked turnéja 1980. július 25-én startolt Unmasked Tour címen, és 1980. december 3-án ért véget. Az új felállás bemutatkozása New Yorkban volt, a The Palladiumban. Az USA-ban több koncertet ezen kívül nem adtak. A 42 koncertből álló turné Európát, Ausztráliát és Új-Zélandot érintette. Az angliai koncerteken a Girl és az Iron Maiden voltak a nyitózenekarok. Németországban némi kellemetlenség érte a zenekart, mivel a logójukban szereplő S betűk révén nácizmussal vádolták a zenekart. A dolog érthetetlen volt az együttes számára, mivel Simmons nagyszülei a második világháborúban koncentrációs táborba kerültek, a szülei pedig ezután Izraelbe, majd nyolc évesen édesanyjával az Egyesult Államokba költözött. Az 1980. szeptember 2-án az olaszországi Milánóban adott koncertjüket abba kellett hagyni, mivel skinheadek futottak a színpadra. Ausztráliában elsőként lépett fel az együttes, ahol a Dynasty dalai nagy sikert arattak, a koncertek pedig legendássá váltak. Az utolsóként Új-Zélandon adott telt házas koncert az egyik legnagyobb fellépés volt az ország történetében (Western Springs Stadium – 30 000 fő), és a sajtóvisszhangja is igen pozitív volt.

### Music from "The Elder",Creatures Of The Night(1981-1982)
1981 januárjában, Európában megjelent egy az eredeti tagság szólólemezeiről összeválogatott Greatest Hits válogatásalbum. A kiadványnak egy német, ausztrál és argentin változata is napvilágot látott, eltérő borítóval és számlistával. Ezt követően a következő album megírása következett, amelynek Bob Ezrin lett a producere. Az album felvétele 1981 márciusában vette kezdetét, és szeptemberben fejeződött be. Az anyag rögzítése elsősorban az Ace In The Hole stúdióban, az A&R és a Record Plant stúdiókban zajlott, de ezeken kívül még legalább 5-6 helyen készültek felvételek. Az album Music from "The Elder" (Japánban Great Decisive Battle of The Underworld) címmel jelent meg 1981. november 16-án. Az együttes megérezte, hogy az utolsó két album populárisabb hangvétele nem aratott osztatlan sikert, ezért elhatározták, hogy egy teljesen más irányba indulnak el. Eredetileg az egész lemez Simmons ötlete volt, és egy filmzenét szerettek volna írni. Egy forgatókönyv el is készült, a film címe pedig War of The Gods lett volna. Amikor ezt az ötletet elvetették, felmerült, hogy a Broadway számára készítsenek egy három felvonásból álló színpadi művet, amelynek már címet is adtak (Keepers of the Light of Truth). Frehleynek nem tetszett az ötlet, hogy ismét Bob Ezrinnel dolgoznak, annak meg főleg nem örült, hogy egy koncept album kiadását tervezték a többiek. A lemez borítóján Stanley keze, és a New Yorkban található Park Avenue-n lévő Metodista templom bejárata látható. A Dark Light dalban Anton Fig dobolt, míg az I című dalban Allan Schwartzberg. A The Oath, a Dark Light és az Escape from the Island című dalokban a producer Bob Ezrin játszik basszusgitáron és billentyűs hangszereken. Egyes dalok megírásában Ezrin, Anton Fig, és Tony Powers is besegített, míg Lou Reed a Dark Light, A World Without Heroes és a Mr. Blackwell megírásában segédkezett. Az albumon a gitársávok alul lettek keverve, ezért Frehley sokat vitatkozott a producerrel és a zenekarral. Eric Carr pedig nemcsak új dobosként mutatkozott be, hanem zeneszerzőként is, mivel az Escape From The Island és az Under The Rose megírásában ő is részt vett. Az album zeneileg teljes elkanyaródás volt a korábbi munkáikhoz képest. A zenekar elkészítette legkomolyabb hangvételű lemezét, és a korábban jellemző „bulizós” rock and roll/hard rock dalok helyett a nagyzenekari betétekkel és progresszív rock elemekkel operáló szerzemények kerültek előtérbe. Az album egy misztikus történetet mesél el, amelyet zeneileg vad, hard rock hangzással, és komor hangulattal támasztottak alá. A lemez hangzásvilágát helyenként olyan hangszerek díszitik, mint a kürt, a hárfa, vonósok és szintetizátorok. Az albumot a megjelenésekor filmzeneként mutatták be, de mivel film soha nem készült hozzá, a hallgatók nehezen tudták követni a történetet. A koncepciója mitológiai hősökön és karaktereken alapul. A lemezről A World Without Heroes, az I és a The Oath dalokat adták ki kislemezen, de sikert egyik sem ért el. Az I és A World Without Heroes című dalokra videóklippeket is forgatott a zenekar. Az album progresszív, komoly hangvételére sem a rajongók, sem a szakma nem volt felkészülve, ezért teljes megdöbbenést váltott ki megjelenése idején, és máig az együttes legvitatottabb anyagának számít. A kritikusok el sem akarták hinni, hogy egy KISS albumot hallanak, és hamar úgy kezdték el emlegetni, mint a Pink Floyd The Wall albumának egy populárisabb változatát. A Rolling Stone két pontosra értékelte, de a későbbi kritikák is megoszló véleményt tükröznek. A Metal Nightfall és a Vista Records három pontot adott a lemezre, míg az Allmusic csak kettőt. Az utóbbi magazin írója Greg Prato egyes szerzeményeket kínosnak, míg az album nagy részét teljesen jellegtelennek nevezte.
A rajongók szintén nem értették a zenekar új irányvonalát, de az idő múlásával egyre többen fedezték fel az album kitűnő szerzeményeit. Manapság már sok rajongó az egyik legjobb KISS alkotásnak nevezi az albumot. Az együttes nemcsak zeneileg változott meg, hanem a kinézetében is jelentős átalakításokat eszközölt. A tagok rövidebbre vágatták a hajukat, és a szuper jelmezek helyett, egyszerűbb, komolyabb kisugárzású bőrszereléseket kezdtek el használni. Az album megítélése a zenekar tagjainak a részéről sem egyöntetű. Simmons a mai napig tagadja, hogy sok köze lett volna az anyaghoz, míg Stanley kísérletezésként és útkeresésként gondol vissza az albumra. Kereskedelmileg már az ezt megelőző Unmasked sem lett sikeres, a Music from "The Elder"t viszont már hatalmas bukásként könyvelhette el a zenekar. A Billboard albumlistáján mindössze a 75. helyre került (Angliában az 51. lett,) és később sem sikerült elérnie az aranylemez státuszt. Az album sikertelensége akkora volt, hogy annak megturnéztatása még csak fel sem merült a zenekarban. A dalok élő bemutatása így mindössze két tévé fellépésre korlátozódott, amelyeken fél vagy teljes playbackkel léptek fel. 1982. január 28-án az ABC Friday című műsorában léptek fel (Frehley nélkül), míg egy másik tévés szereplést (a Solid Gold műsorban) az olasz Sanremói Dalfesztivál műholdasan sugárzott. Frehley távollétének oka az volt, hogy egyrészt feldühítette a Music from "The Elder" irányvonala, másrészt véleménye szerint Peter Crisshez hasonlóan nem volt egyenrangú partner a Stanley/Simmons pároshoz viszonyítva. A gitárosnak elege lett ötletei elutasításából valamint az együttes 1977 óta tartó útkereséséből, ezért 1982 júniusában elhagyta a zenekart. Hivatalosan még 1982 decemberéig az együttes tagjának számított, így még a következő albumon (Creatures of the Night) is őt tüntették fel, aminek a borítóján is szerepelt. A felvételeken viszont már egyáltalán nem vett részt, viszont Simmons és Stanley üzleti partnere maradt 1985-ig. A Phonogram kérésére 1982. június 15-én, Európában megjelent egy Killers című válogatásalbum, amelyre négy új szám is felkerült. Ezekben a dalokban Bob Kulick gitározott, míg a produceri feladatokat Michael James Jackson látta el. A felvételek 1982 májusában zajlottak a Los Angelesben fekvő Record Plant stúdióban. Az I'm A Legend Tonight, a Down On Your Knees, a Nowhere To Run, és a Partners In Crime című új dalok visszatértek a KISS korai stílusához, némileg rockosabb és modernebb formában. Simmons egyedül a Nowhere To Run című számban basszusgitározott, a többiben Stanley játszotta fel a részeit. A négy új dalt soha nem adták ki Amerikában is megjelent albumokon.
Simmons ekkoriban az új gitáros megtalálására szentelte ideje nagy részét. Önéletrajzában elárulta, hogy Eddie Van Halent próbálta megnyerni magának. A gitáros hajlott az egyezségre, mivel a tervei között szerepelt, hogy a David Lee Rothal való rossz viszonya miatt elhagyja a Van Halent. Végül öccsének Alex Van Halennek sikerült meggyőznie, hogy továbbra is maradjon a Van Halen gitárosa. Ezután még olyan lehetséges nevek merültek fel, mint a későbbi Bon Jovi gitáros Richie Sambora, a Rattben ismertté vált Juan Croucier, és az Angel gitárosa Punky Meadows. Stanley a háttérbe szorította az együttes ügyeit, és a filmezés iránt kezdett érdeklődni. Tervei között szerepelt, hogy feltűnjön a Doctor Detroit című filmben Dan Aykroyd és Donna Dixon mellett.
Következő stúdióalbumuk felvételei 1982 júliusában kezdődtek és augusztusig tartottak a Record Plant stúdióban. Az anyag producere Stanley és Simmons mellett Michael James Jackson lett. Az album Creatures of the Night címmel jelent meg 1982. október 13-án. A felvételekre nem sikerült megtalálniuk az új gitárost, így több zenészt is alkalmaztak a felvételek során. A Dangerben Jimmy Haslip, míg a Creatures of the Nightban Mike Porcaro kezelte a basszusgitárt. A gitárrészeket pedig olyan zenészek játszották fel, mint Steve Farris, Robben Ford, Bob Kulick és Vinnie Vincent. A legtöbb dalban Vincent szerepelt, akinek a játéka öt dalban hallható. A dalszerzésben Stanley és Simmons mellett részt vett Adam Mitchell, de egyes dalokban feltűnik még Mikel Japp, Bryan Adams és Jim Vallance neve is. A lemez legismertebb szerzeményei a Creatures of the Night és az I Love It Loud lettek, melyek kislemezen is napvilágot láttak. Az I Love It Loudra videóklippet is forgattak, amelyben még Ace Frehley szerepelt. Az album visszatért az együttes rock and roll alapú hard rock zenéjéhez, de a korábbi albumoknál keményebb, rockosabb formában. A rajongók lelkesen fogadták az albumot, amelynek tempói és vadsága révén a heavy metal jelzővel kezdték illetni a zenekart. Az albumról nemcsak a rajongók, de a kritikusok is pozitív véleménnyel vannak (bár a Rolling Stone 1 pontot adott rá). A Metal Nightfall négy pontot rá az ötből, csakúgy mint az Allmusic, mely kifejtette, hogy a zenekar újjászületett a lemez révén, amely a Love Gun óta a legjobb alkotásuk lett. Az albummal hiába tértek vissza a rajongók által elvárt irányhoz, kereskedelmileg meg sem közelítette az 1970-es évek közepén kiadott albumok sikerét. A Billboard 200 listán csak a 45., míg az UK Albums Charton a 22. helyig sikerült jutnia. A lemez sikertelenségét jól mutatja, hogy csak 1994-ben sikerült elérnie az aranylemez státuszt. Az album kiadása után 1982 decemberében jelentették be, hogy az együttes új gitárosa Vinnie Vincent (Vincent John Cusano) lett, aki a legtöbb dal gitársávjait feljátszotta a lemezre. Vincent 1981-ben tűnt fel a Heat Still Waiting című albumán, mint session zenész. 1982-ben Peter Criss Tears című szólólemezén is felbukkant, ahol a Let Me Rock You számot írta meg Crissel. Játékstílusa szöges ellentétben állt Frehley gitározásával. Míg Frehley a lazább, bluesorientált játék híve volt, addig Vincent amolyan modern hangzású, technikás „gitárhős” karakter volt. Érkezésével keményebb és modernebb hangzású és energikusabb lett az együttes. Vincent eredetileg a születési nevét kívánta használni a zenekarban, de Simmons megvétózta a döntését, lévén a hangzása túl „etnikai”. Ezt követően Vincent a „Mick Fury” név felvételét javasolta, de ez sem volt megfelelő Simmons számára. A basszusgitáros javaslatára felvette a Vinnie Vincent nevet, míg Stanley kitalálta neki a „The Wiz”, vagy ismertebb nevén az „Egyptian Warrior” karaktert. Az Anh-harcosként ismertté vált gitáros arcfestésében egy egyiptomi ankh jel szerepel a szemei között. Az együttes hivatalos életrajza szerint az „Egyptian Warrior” név a személyiségére és a sminkjére utal, míg a „The Wiz” becenév a virtuóz gitárjátékára.
Az együttes új felállása (Stanley-Csillaggyermek, Simmons-Démon, Carr-Róka, Vincent-Anh-harcos) volt a KISS utolsó inkarnációja az arcfestéket, maszkokat alkalmazó korszakukból. A tagság rendeződése után turnét terveztek, hogy megünnepeljék 10 éves fennállásukat. A Creatures of the Night Tour 1982. december 29-én vette kezdetét, és az 56 fellépésből álló koncertsorozat eltartott 1983. június 25-ig. A fellépések előzenekara a Mötley Crüe volt. A turné az Egyesült Államokat és Kanadát érintette, de egyes koncertekre, pályafutásuk során először, Brazíliában került sor. Az itteni koncertekre 67 000-85 000 férőhelyes stadionokban került sor, egyik szabadtéri előadásukon pedig több mint 200 000 rajongó volt rájuk kíváncsi, ezáltal ez lett az együttes történetének legnagyobb fellépése. Az Észak-Amerikai fellépések alkalmával vallási fanatikusok sátánistának bélyegezték a zenekart, és megvádolták őket, hogy káros befolyással vannak Amerika fiataljaira. A távolmaradás és az utóbbi albumok sikertelensége révén az itteni koncertek nagy részén csak félig teltek meg a koncerttermek.

### Lick It Up,Animalize(1983-1984)
Tizenegyedik stúdióalbumuk munkálatai 1983 júliusától augusztusig tartottak a New York-i Right Track és Record Plant stúdiókban. Az album producere Stanley és Simmons mellett újra Michael James Jackson lett, míg a hangmérnökök Frank Filipetti és Moria Marquis. Az album munkálataiban még Dave Wittman és Stephen Benben is részt vett, akik az Atlantic stúdiójában dolgoztak a lemezen. Az album a Lick It Up címet kapta, és 1983. szeptember 18-án került a lemezboltok polcaira. A lemez kiadását már a Mercury Records végezte, a régi kiadójuk a Casablanca mellett. A dalok megírását ezúttal külsős dalszerzők nélkül írta meg Stanley, Simmons és Vincent. Utóbbi nyolc dalban szerepel szerzőként, míg Eric Carr csak az All Hell's Breakin' Looseba segített be. Az album összes gitártémáját Vincent játszotta fel, kivéve az Exciter szólóját, amelyben Rick Derringer hallható. Az album megtartotta az előző album sötétebb tónusait, ugyanakkor annál is keményebb lett, és előtérbe kerültek a technikás gitárelemek. A dalok vokálgazdagabbak, erőteljesebbek, és modernebbek lettek mint korábban (balladák nem kaptak szerepet rajta), stílusilag pedig legalább akkora mértékben viselték magukon a glam metal elemeit, mint a dallamos, amerikai hard rock ismérveit. Az albumról a legismertebb dalra, a címadó Lick It Upra videóklippet is készítettek, valamint az All Hell's Breakin' Looseal egyetemben kislemezen is kiadták. Utóbbi dal raphatásokat visel magán, és később erre is forgattak videóklipet. Az album megjelenésekor már elhagyta a zenekar az arcfestést, úgy gondolták zenei képességeik önmagukért beszélnek. A rajongók pozitívan fogadták az albumot, sokak szerint a Lick It Up a maszk nélküli korszak legjobb KISS lemeze. A Rolling Stone két pontot adott rá a megjelenésekor, de később a Metal Nightfall maximálisat, míg a Vista Records négy pontot adott rá. A magazin kritikusa Erik Rupp véleménye szerint a lemez van annyira jó, hogy megnyerjék vele az új generációs rajongókat. Az AllMusic 3 és fél pontot adott rá, és írásában kifejtette, hogy az együttes visszatért a helyes útra, továbbá egyértelműen ez a lemezük a legjobb a smink nélküli időszakból. Az album megjelenésének napján a Lick It Up dalra forgatott videot leadta az MTV zenecsatorna. Ez volt az első alkalom, hogy az emberek a maszkok nélkül látták a zenekart. Többek között ennek is köszönhető, hogy az együttes iránt megnőtt a kíváncsiság, ugyanis a hallgatóság nagy érdeklődéssel várta, hogy mihez fog a maszkokat elhagyó zenekar. Az új album kielégítette azt az elvárást és érdeklődést amit a világ mutatott az együttes iránt, így a zenekar ismét a hard rock előadók élvonalába kerülhetett. Az album Angliában 7. lett, míg az Egyesült Államokban a 24. helyezést sikerült elérnie. Az 1979-ben megjelent Dynasty óta nem volt ilyen sikeres egyetlen lemezük sem. A Lick It Up aranylemez minősítést szerzett, 1990-re pedig platinalemez lett belőle.
Az album turnéja európai fellépésekkel Lick It Up Tour címen startolt 1983. október 11-én. A 94 koncertet magában foglaló koncertsorozat 1984 márciusában fejeződött be, érintve Kanadát és Észak-Amerikát is. Az együttes arculatváltása a jegyeladásokon is megmutatkozott, mivel az amerikai koncertek ismét nagy színházakban és arénákban kerültek megrendezésre. A turnén Wendy O. Williams (ex-The Plasmatics) és zenekara volt a KISS koncertek bemelegítő attrakciója. A turné után ellentétek és kiéleződött feszültség alakult ki a Stanley/Simmons páros és Vinnie Vincent között. Vincent a sikerek ellenére mégsem volt boldog és megbecsült tagja a zenekarnak, mivel a két fő dalszerző mellett ő is jelentős mértékű kreativitást mutatott, és az együttes hangzásvilágában is nagy szerepet töltött be. Simmonsnak és Stanleynek olyan profi gitárosra volt szükségük, aki hallgat az utasításaikra, és nem vesz részt olyan karakteresen az együttesben mint Vincent. A turné végeztével 1984 márciusában Vincent bejelentette távozását a zenekarból. Helyére Mark St. John (Mark Norton) került, aki addig session zenészként és gitártanárként dolgozott. Az új gitárossal 1984 májusától júliusig stúdióba vonultak, hogy elkészítsék a következő albumukat. A Paul Stanley producerkedésével felvett Animalize 1984. szeptember 13-án jelent meg, Amerikában a Mercury, míg Európában a Vertigo gondozásában. Az anyag megírásában Desmond Child, Mitch Weissman és Jean Beauvoir is részt vettek. Beauvoir a Get All You Can Take, az Under the Gun és a Thrills in the Night dalok basszusrészeit is feljátszotta a stúdióban, míg más dalokban Stanley is rögzített basszustémákat Simmons helyett. Simmons csak minimálisan vett részt az album elkészítésében, és a Murder In High-Heels, a While The City Sleeps és a Lonely Is The Hunter dalokban nyújtott teljesítményét sok kritikus és rajongó a legrosszabb szereplésének tart. Ennek oka az volt, hogy Simmons ekkoriban inkább a filmezésre koncentrált, és bemutatkozhatott a Gyilkos Robotok című sci-fi/akciófilm gonosz szereplőjeként. A film megbukott, ezért Simmons színészkarrierje nem indult be úgy, ahogy azt elvárta. 1986-ban még szerepelt a Never Too Young To Die című filmben, ahol a transzszexuális Velvet Ragnart alakítja. Az Animalize albumon két szám erejéig (Murder in High Heels és Lonely Is the Hunter) Bruce Kulick is gitározott. Az album folytatta a Lick It Up glam metalos, agresszív hangzású világát, és a rajongók is lelkesen fogadták, de Mark St. Johnt magamugatogató gitárjátéka miatt nem fogadták el a rajongók. A tehetséges gitárvirtuóz szólóival túljátszotta a dalok nagy részét, és az agresszív, kemény játéka miatt egyes számok nem tudtak beépülni az együttes jellegzetes, rock and rollos műsorába. Az album legismertebb szerzeményei a videóklippekkel is megtámogatott és kislemezen is kiadott Heaven's on Fire (amelyet sokan a maszk nélküli korszak legjobb dalának tartanak), és a Thrills in the Night. A Heaven's on Fire a Billboard Hot Mainstream Rock Tracks listáján a 11. lett, míg a Billboard Hot 100 listán a 49. A dalt folyamatosan játszották a rádiók és az MTV is rendszeresen a műsorán tartotta. Az album megítélése vegyes lett a szakmabeli magazinok részéről. A Rolling Stone 1 pontot adott rá, míg később a Metal Nightfall és a Vista Records is négyet. Ez utóbbi magazin írója Erik Rupp nemcsak a zenét dicsérte, hanem Stanley produkciós munkáját is. Az Allmusic viszont csak két pontot adott a lemezre, és kínosnak nevezte a Simmons által énekelt dalokat, valamint megjegyezte, hogy az album céltalanra sikerült, annak ellenére hogy vannak rajta erős kompozíciók is. Ezenkívük hozzátette, hogy az együttes az olyan sikeres pop metal zenekarokat másolja, mint a Def Leppard, a Mötley Crüe és a Bon Jovi.
Az Animalize az UK Albums Charton a 11., míg a Billboard 200-on a 19. helyre került. Az album sikeresebb lett mint az elődje, három hónappal a megjelenése után már platinalemez lett az Egyesült Államokban. David Foster producer szerint a Heaven's On Fire volt az év dala, amelynek élő változata később szerepelt a jótákonysági Hear 'n Aid lemezen. Az album kiadása után Johnnál Reiter szindrómát diagnosztizáltak, melynek következményeként ízületi gyulladások, szívelváltozások léptek fel a gitárosnál. Orvosi javaslatra nem vállalta el a turnézást, így 1984-ben kilépett a zenekarból. Egyetlen vizuális megjelenése az együttessel a Heaven's On Fire videóklippje volt. Helyére Bruce Kulick érkezett, aki az Animalize albumon vendégszerepelt már a zenekarnál. Bátyja Bob Kulick, aki szintén stúdiózott az együttes korábbi lemezein. Bruce Kulickot valószínűleg ő ajánlotta az együttes figyelmébe, aki már a korábbi gitároscseréknél is szóba került lehetséges tagként. Bruce Kulick korábban olyan előadokkal dolgozott mint a Blackjack, Billy Squier, Meat Loaf és Michael Bolton. Bruce Kulick egészen 1996-ig maradt az együttes tagja, és a Simmons-Stanley-Kullick-Carr felállás 1984-től 1991-ig, a dobos haláláig stabilan és aktívan működőtt.
Miután csatlakozott Kulick, 1984 szeptemberében kezdetét vette az Animalize Tour, amely 119 fellépést foglalt magában és eltartott 1985 márciusáig. A körút Európában startolt, majd az Egyesült Államokban és Kanadában folytatódott. A Baltimoreban és Poughkeepsieben adott koncerteken Mark St. John is vendégszerepelt, míg a Binghamtonban lévő Broome County Arenaban adott koncerten egész végig ő gitározott. Ezért ez az előadás az együttes egyik legkeresetteb kalóz felvétele lett. A gitáros 1998-ban visszavonult a zenéléstől, majd 2007-ben agyvérzésben váratlanul elhunyt. Az európai fellépéseken a Bon Jovi, míg az amerikai előadásokon a Krokus és a Queensryche voltak a KISS előzenekarai. A turnét új show elemekkel gazdagították, és az együttes színes és szakadt, a glam metal együttesekre hajazó ruhákkal lépett fel esténként. A körút végére az Animalize album közel 2 millió példányban kelt el. Az 1984. december 8-án a Detroitban lévő Cobo Hallban adott koncertjüket Animalize Live Uncensored címmel VHS kazettán is kiadták 1985-ben. Az anyag platina minősítést szerzett, és sokan az együttes legjobb koncertfelvételének tartják. Érdekessége, hogy a felvételen nem Bruce Kulick, hanem Paul Stanley ad elő gitárszólót.

### Asylum,Crazy Nights(1985-1988)
1985 júniusában és júliusában a New York-i Electric Lady és Right Track stúdiókban kezdtek el dolgozni a következő lemezükön, ami Asylum címmel jelent meg 1985. szeptember 16-án. Az album producerei Simmons és Stanley voltak, amely eredetileg az Out Of The Asylum címet kapta volna. Eric Carr egyetlenegy dal megírásában sem vett részt, míg Bruce Kulick három dalhoz adta az ötleteit. Az együttes tagjain kívül Desmond Child, Howard Rice, Jean Beauvoir, Rod Swenson és Wes Beech (a Plasmatics gitárosa) is részt vállalt a dalok megírásában. A Who Wants to Be Lonely és az Uh! All Night című számokban Jean Beauvoir játszotta fel a basszusgitárrészeket, és háttérvokálokkal is kiegészítette a szerzeményeket. Kislemezen a Tears Are Falling című számot adták ki, amely a Billboard Hot 100-on az 51., míg a Mainstream Rock Charton a 20. pozíciót szerezte meg. Az Asylum a két elődje kemény hangzását tükrözi, de azoknál némileg letisztultabb formát mutat. Különbség még, hogy Bruce Kulick révén a gitártémák terén új karaktert kapott az együttes hangzásvilága. Az albumon lévő dalok stílusa nagy hasonlóságot mutat, az olyan, ekkortájt induló glam metal együttesekkel, mint a Poison, az L.A. Guns és az Enuff Z'nuff. Az album megítélésére jellemző, hogy általában az együttes legkiegyensúlyozottabb alkotásaként szokás emlegetni. A Rolling Stone 1 pontot adott az albumra, és a későbbi kritikák sem fogadták egyöntetűen pozitív reakciókkal. A Metal Nightfall és a Vista Records 4 pontot adtak rá az ötből, és az utóbbi magazin írója megállapította, hogy egy az 1980-as évek stílusában fogant, jó albumot készített el a zenekar. Az Allmusic viszont 1 és fél pontot adott rá, és véleménye szerint a fantáziátlan és kiszámítható dalok túl hasonlóak voltak a kortárs pop metal zenekarokhoz. A kritika írója hozzátette, hogy a későbbiekben Stanley és Simmons jogosan utasították el az albumot. A lemez 12. lett a brit albumlistán, míg az Egyesült Államok területén a 20. helyre tornázta fel magát. A megjelenése után két hónappal aranylemez lett (majd később platina), de az elődje sikeréhez viszonyítva visszaesést produkált.
A lemez kiadása után kezdetét vette az Asylum Tour, mely 1985. november 29-től 1986. április 12-ig tartott. A 91 koncertet magába tömörítő turné az Egyesült Államokat, Kanadát, és egy fellépés erejéig Puerto Ricót érintette. A turnén a Black 'N Blue volt az előzenekar, mely révén szoros barátságot kötöttek az együttes gitárosával Tommy Thayerrel (a mai KISS felállás gitárosa). Ezenkívül még a King Kobra és a W.A.S.P. is fellépett a KISS előzenekaraként. A turné során 120 decibel hangerővel szólaltak meg, és pályafutásuk során először adtak elő feldolgozásokat. Az esték némelyikén a The Who Won't Get Fooled Againje, és a Led Zeppelin Whole Lotta Love című számából egy részlet hangzott fel a saját szerzemények mellett. Az utolsó előtti koncerten a Meadowlands Arenaban (East Rutherford, New Jersey) adott fellépésen a Blue Öyster Cult lépett fel a zenekar előtt. A turné sikeres volt, bár nem volt olyan hosszú és jövedelmező mint a Lick It Up és az Animalize turnéja. A várt eredményeket teljes mértékben nem hozta a körút, ezért némi hanyatlás következett be a zenekar pályafutásában. Simmons ismét a filmezés felé fordult, és szerepelt a Trick or Treat című alkotásban. Ebben a filmben egy DJ-t, Nuke szerepét alakítja, és ismét a rossz szerepében. A filmben Ozzy Osbourne is részt vett.
Következő albumuk felvételeire 1987 márciusa és júniusa között került sor a Can-AM Recorders (Tarzana), az One on One Recording (Hollywood) és a Rumbo Recorders (Canoga) stúdiókban. Az album producere az a Ron Nevison lett, aki korábban Ozzy Osbourne The Ultimate Sin albumán segédkezett. Simmons ellenezte, hogy a saját producerelésben készült előző két albummal ellentétben külsős szakemberre bízzák a feladatot, de végül Stanley akarata érvényesült. A két főember az album elkészítése idején külön utakat járt, mivel az elképzeléseik sem voltak azonosak és Simmons az album helyett leginkább menedzseri, produceri és színészi feladatokkal foglalkozott. Az 1980-as évek nagy részében, főleg az évtized második felétől Stanley lett az együttes fő mozgatórúgója és dalszerzője. Több hétnyi csúszást követően 1987. szeptember 18-án Crazy Nights címmel megjelent az együttes 14. stúdióalbuma. Eredetileg olyan albumcím ötletek merültek fel, mint a Condomnation vagy a Who Dares...Wins. Simmons mindössze négy számhoz hozott ötleteket, csak úgy mint Kulick. Stanley a számok megírásához bevonta Desmond Child, Adam Mitchell, Bruce Turgon, Davitt Sigerson, Peter Diggins és Diane Warren dalszerzőket is. Az albumon hallható billentyűs témákat Phil Ashley játszotta fel, míg a háttérvokálokba Tom Kelly is besegített. A Hell Or High Water basszusrészeit pedig Bruce Turgon játszotta fel. Az utolsó dalként szereplő Thief in the Night eredetileg Wendy O'Williams W.O.W. című albumán volt hallható 1984-ben. A Crazy Nights album irányvonala eltérést mutatott a korábbi KISS albumoktól, mivel egy csiszolt és rádióbarát hangzású, helyenként AOR elemeket is felvonultató, slágeres rockalbum született meg. Az előző albumoknál populárisabb, szintetizátorokat nagymértékben használó lemez irányvonala elsősorban Stanley, a producer Ron Nevison és a külsős dalszerzők elképzelését tükrözte. A rajongók többsége pozitívan fogadta az albumot, és sokak szerint az együttes egyik legjobb 1980-as évekbeli albumáról van szó. Egyesek viszont túlzásnak minősítették a lágyabb hangzást, a pop metalos hangvételt, és a billentyűsök jelenlétét is személyes sértésnek vették. A kritikusok viszont a rajongókkal ellentétben általában negatívan ítélik meg a lemezt. A Rolling Stone két csillagot adott rá, de a Metal Nightfall és a Vista Records is csak hármat. Utóbbi magazin írója Erik Rupp előre megtervezettnek, hiteltelennek és sikertelen kísérletnek nevezte. A Sputnikmusic 1 és fél pontot adott rá, csakúgy mint az Allmusic. Az albumról a Crazy Crazy Nights, a Reason to Live és a Turn on the Night dalokra forgattak videóklippeket, valamint adták ki őket kislemezen. A Crazy Crazy Nights a Billboard kislemezlistáján a 65. helyezett lett, és nemcsak az USA-ban lett hatalmas sláger, hanem Európában is népszerűbbé tette az együttest. Nagy-Britanniában a 4. helyezést sikerült elérnie, és ott a mai napig az együttes legismertebb dalának számít. A fülbemászóan fogós Reason To Live című ballada szintén sikeres lett, és az amerikai MTV történetének egyik legtöbbet kért videojává vált. Amerikában a 64., míg Angliában a 33. helyre került a kislemezlistán. A Crazy Nights album a Billboard 200 lemezeladási listán a 18., míg az UK Albums Charton a 4. helyre került. Az album a KISS maszk nélküli korszakának a legtöbb példányszámban elkelt albuma lett, és már 1988 februárjában platinalemez lett az USA-ban.

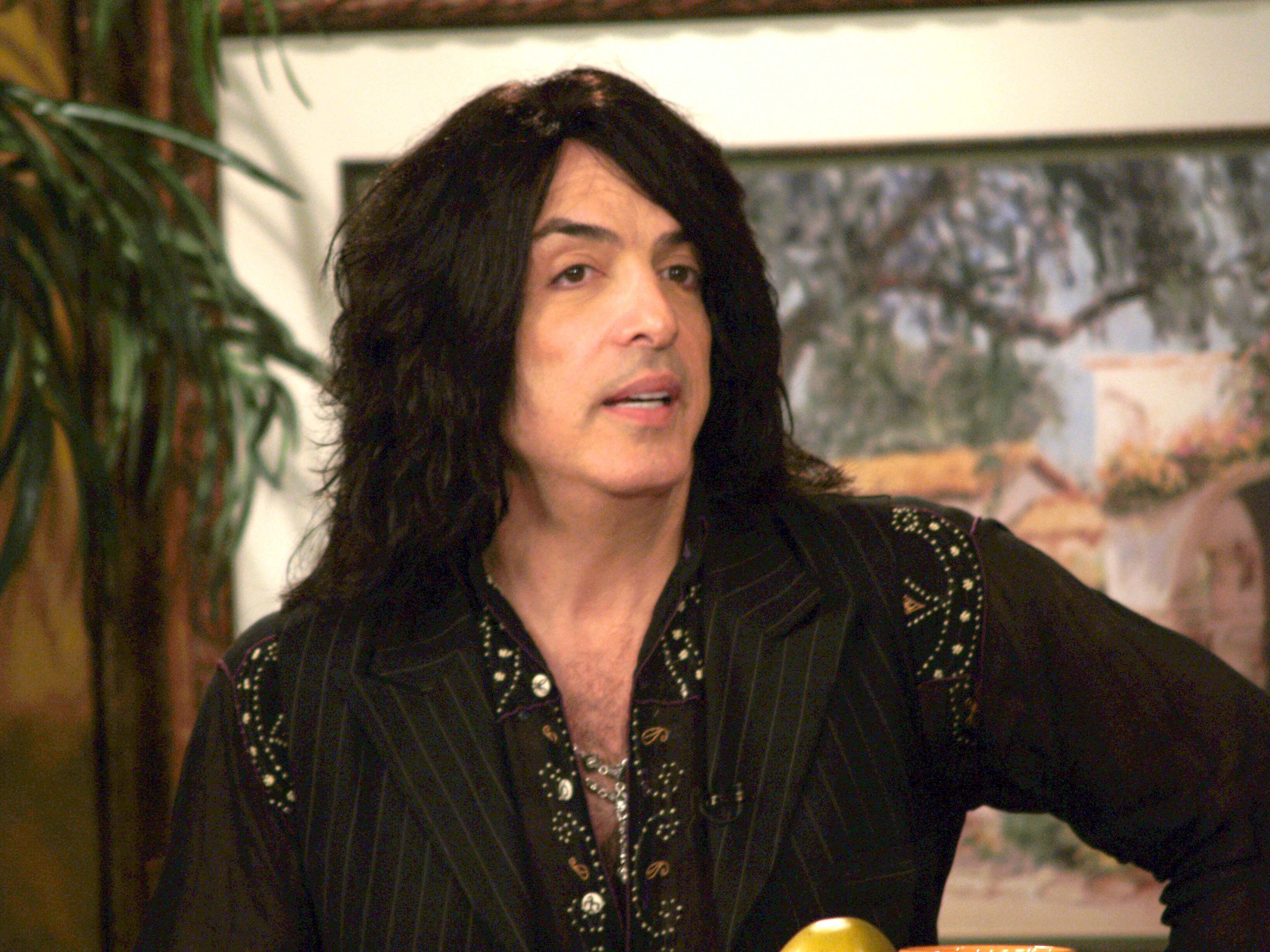
Paul Stanley

Még 1987-ben megjelent egy Exposed címre keresztelt videókazetta, amelyre főleg promóciós videók és élő koncertklip felvételek kerültek. A kiadvány 1987 októberében platinalemez lett.
Az albumot támogató Crazy Nights Tour 1987. november 13-án vette kezdetét, és a 129 fellépésből álló koncertsorozat 1988. október 4-én ért véget. A körút az Egyesült Államok, Európa, Kanada és Japán területét érintette. A turné során Ted Nugent, a White Lion, a Cheap Trick és a kanadai Helix is fellépett a zenekar előtt. A koncertek eleinte csak mérsékelt sikert arattak, több helyen is csak félig teltek meg a koncerttermek. A turné 1988-as, Európát érintő szakaszában csatlakozott az együttes a Monsters Of Rock turnéhoz, ahol David Lee Roth, a Megadeth, a Guns N’ Roses, a Helloween és a turné főzenekaraként fellépő Iron Maiden társaságában adtak koncerteket. Korábban már többször is felmerült a lehetősége, hogy a KISS főzenekarként felléphessen a neves turnésorozaton, de ez korábban mindig meghiúsult. A Monsters Of Rock donningtoni koncertje ebben az évben sikerült a leglátogatottabbnak, miután 110 000 ember váltott jegyet az eseményre. A turnén a korábbiakhoz képest kicsinyített színpadi showt és kevesebb fényeket alkalmaztak. 10 év után Japánban is adtak öt koncertet, ahol Carr dobfelszerelésére felkerült az erőt szimbolizáló japán Chikara szimbólum. A turné keretében első ízben eljutottak Magyarországra is (1988. szeptember 2-án), ahol 10 000 rajongó előtt adtak koncertet a Kisstadionban. Az előadás előzenekara az Edda volt, a koncert folyamán Simmons pedig magyarul konferált a közönséggel. 1988 májusában megjelent egy Chikara című válogatásalbum, amely csak Japánban vált hozzáférhetővé 100 000 darabnyi limitált példányszámban. 1988. november 15-én egy Smashes, Thrashes & Hits című válogatásalbumot adtak ki, amelyre két új szám (Let's Put The X In Sex és (You Make Me) Rock Hard) is felkerült, valamint a Beth egy új verziója, amelyben már Eric Carr énekelte Peter Criss sorait. A Let's Put The X In Sex dalt kislemezen is kiadták, de csak a 97. helyre került a Billboard Hot 100-on. A Crazy Night album sikere révén a Smashes, Thrashes & Hits válogatás is kelendőnek bizonyult. A Billboard 200-on a 21. helyre került, és csak az USA-ban több mint 2 millió példányban kelt el.

### Hot in the Shade,Revenge(1989–1995)
A Crazy Nights Tour befejeztével Stanley és Simmons is a saját dolgaival kezdett el foglalkozni. Stanley szerepelt a Shocker című film filmzenealbumán, amelyen a címadó dalt írta meg Desmond Childdal. Ennek apropójából klubturnéra indult, amely során a KISS dalok mellett a Led Zeppelin Communication Breakdownját is előadta az estéken. Turnécsapatának tagja volt Dennis St. James basszusgitáros, Gary Corbett billentyűs, Bob Kulick gitáros és a későbbi KISS dobos Eric Singer. Simmons elsősorban saját kiadójára a Simmons Recordsra szentelte az idejét, amelynél olyan előadokkal dolgozott együtt mint Liza Minnelli, Doro Pesch, a Black 'N Blue és a House of Lords. Eric Carr pedig a Hari-Kari nevű, női japán thrash metal együttesnél vállalt el produceri munkálatokat. 1989 júliusában a Hollywoodban működő The Fortress stúdióba vonultak, hogy elkészítsék következő albumukat. A felvételek augusztusban fejeződtek be, Stanley és Simmons producerkedése mellett. Az album rögzítésében Pat Regan és Mikey Davis is részt vett, míg az utómunkálatait Dave Wittman végezte el a Cherokee stúdióban. Az album 1989. október 17-én jelent meg Hot in the Shade címmel. Eredetileg a Crimes of Passion, majd Hang Tough címen akarták kiadni a lemezt, de 1988-ban már megjelent a New Kids on the Blocknak egy Hang Tough című sikeres albuma, ezért elvetették az ötletet. Az album öt dalában Vini Poncia is szerepel dalszerzőként, aki korábban már a Dynasty és az Unmasked albumokon is besegített a zenekarnak. Ezenkívül még Halligan, Jr, Desmond Child, Holly Knight, Adam Mitchell és az együttes későbbi gitárosa, Tommy Thayer is részt vett a dalok megírásában. Az album a Crazy Nights által megkezdett, kommersz és populáris utat folytatta, némileg keményebb hangzással megtámogatva. A lemezre felkerült Bonnie Tyler 1988-as Hide Your Heart című nagylemezének egyik sikerdala, a Hide Your Heart, melyet Paul Stanley, Holly Knight és Desmond Child írt Bonnie részére. Kislemezen a Rise to It, Hide Your Heart és a Forever dalokat adták ki. Ezek közül csak a Stanley és Michael Bolton által közösen írt Forever lett sikeres, amely a Beth mellett az együttes legismertebb balladája lett. A dal 8. helyre került a Billboard Hot 100 listáján, ezáltal a Beth mellett ez lett a másik Top 10-es sikerdala a zenekarnak. A Hide Your Heart ugyan csak a 66. helyre került, de ez is sláger lett. A Forever és a Hide Your Heart dalokra videóklippeket is forgattak, amelyeket az MTV is rendszeresen a műsorán tartott. Videóklipp a Rise To Itre is készült, amelyben Simmons az eredeti maszkjában tűnt fel. A Little Caesar az első olyan dala volt az együttesnek, amelyben Eric Carr énekel.
A lemezre 15 dal került fel, mely közül sok rajongó szerint sok a félkész, összecsapott szám.
Az albumról általában negatív véleményeket fogalmaznak meg a kritikusok. Megjelenésekor a Rolling Stone 2 pontot adott rá, míg később a Metal Nightfall és a Vista Records egyaránt hármat. Az utóbbi magazin írója Erik Rupp egyes dalokat lélektelennek, fakónak és középszerűnek nevezett, és az együttes egyik leggyengébb teljesítményének nevezte az albumot. A Sputnikmusic két és fél csillagot adott rá az ötből, és úgy fogalmazott, hogy néhány dal képes fenntartani a hallgató figyelmét, a többségük viszont félig kellemes háttérzaj. Az Allmusic két pontot adott rá, és kritikájában úgy fogalmazott, hogy sok a lemezen a töltelék, míg a Read My Bodyt a Def Leppard Pour Some Sugar on Me című slágerének a koppintásának nevezte. A Hot in the Shade nemcsak kritikailag, hanem kereskedelmileg sem lett nagy siker. Angliában a 35., míg az USA-ban a 29. helyre került a lemezlistákon. Az év végére aranylemez lett az Egyesült Államokban, de a platina státuszt már nem sikerült elérnie. A lemez turnéja a Hot in the Shade Tour 1990. május 4-én vette kezdetét, és a 123 koncertből álló körút 1990. november 9-én fejeződött be. A turné az Amerikai Egyesült Államokat és Kanadát érintette, az előzenekarok pedig a Slaughter, a Little Caesar, majd a Faster Pussycat, a Danger Danger és a Winger voltak. A koncertsorozaton a korábbiaknál nagyobb színpadi show-műsort mutattak be, továbbá pályafutásuk során először alkalmaztak lézertechnikákat az arénákban.
A turné végeztével egy kisebb szünetet tartottak, mely során Eric Carr tervei között szerepelt egy szólólemez kiadása. 1991 tavaszán influenzára utaló tünetek miatt orvoshoz fordult, amely során szívének jobb oldalán rákos burjánzást fedeztek fel. 1991. április 8-án megműtötték, majd az együttes feldolgozta az Argent God Gave Rock 'N Roll To You II című dalát, amelyet a Bill és Ted haláli túrája című filmhez készítettek el. A szám rögzítésekor Carr még lábadozott a betegsége miatt, ezért a későbbi dobos Eric Singer játszotta fel a dobrészeket. A számhoz készült videóklippben viszont Eric Carr látható. A felvételek után ismét orvoshoz kellett fordulnia, miután kiderült, hogy a rák a tüdejére is rátelepedett. 1991 szeptemberében agyvérzést kapott, majd november 24-én 41 éves korában elhunyt. A médiában nem kapott nagy nyilvánosságot az eset, mivel ugyan ezen a napon hunyt el a Queen énekese Freddie Mercury is, így inkább az ő halálhírével foglalkozott jobban a sajtó. Távozása azonban mind a rajongókat, mind a zenekart váratlanul és tragikusan érintette. A zenekarban eltöltött 11 éve alatt több mint 800 koncerten játszott szerte a világon, rajongók millióinak. Stanley visszaemlékezése szerint amikor a KISS a feszültségek közepén állt, Eric nyugalmat és optimizmust hozott közénk, ami segített abban, hogy ismét eldöntsük, mi a fontos számunkra. Nem lehet túlhangsúlyozni a zenekar újjászületésében játszott szerepét. Olyan ember volt, aki képtelen volt bárkiről is rosszat mondani. Folyamatosan gondolok rá. Simmons szerint pedig Eric Carr sosem szidott senkit, és igazi dupla erő volt: dobolni és énekelni is nagyon tudott. Nagyon hiányzik nekem. Eric Carrt a Cedar Hill Mausoleum-ban (706 Route 9W in Newburgh, New York) temették el, ahol az utcák tele voltak a gyászóló rajongókkal, akik közül rengetegen a zenész róka álarcbában tüntek fel. Temetésén részt vettek a Metallica tagjai és Alice Cooper is. Carr utódja Eric Singer (Eric Doyle Mensinger) lett, aki korábban olyan híres előadóknál szerzett nevet magának, mint Gary Moore, Lita Ford, Alice Cooper a Black Sabbath, de Paul Stanley 1989-es szólóturnéján is részt vett. Érkezése megosztotta a rajongótábort, mivel vannak olyan hallgatók akik nem kedvelik a játékstílusát. Az új dobos megtalálása után néhány különleges klubkoncertet adtak, majd folytatták a következő album elkészítését, amelynek a felvételei már 1991 februárjában megkezdődtek. Az album rögzítésére a Rumbo Recorders, Track Records, Cornerstone Recorders, Ocean Way Recording, Acme Recording Studios, The Enterpriseand A&M stúdiókban került sor, míg a produceri feladatokat ezúttal Bob Ezrinre bízták. A lemez felvételei 1992 márciusában fejeződtek be, a hangmérnökök pedig Chris Steinmetz, Niko Bolas és George Tutko voltak. Az utómunkálatokat Mick Guzauski és Rall Rogut végezte a Record One stúdióban. Az album Revenge címmel jelent meg 1992. május 19-én a Mercury Records gondozásában. Az Unholy, a Heart of Chrome és az I Just Wanna dalok megírásában a korábbi gitáros Vinnie Vincent is részt vett, de rajta kívül a producer Bob Ezrin, Kane Roberts (Alice Cooper gitárosa), Scott Van Zen és Jesse Damon is segédkezett egyes számok megírásában. Érdekesség, hogy az Every Time I Look at You gitárszólóját Dick Wagner, míg a Take It Off dobtémáit Kevin Valentine játszotta fel. A zenekar úgy döntött, hogy ezúttal egy keményebb és modernebb albumot készítenek el, ami betudható volt az Eric Carr miatti gyásznak is. A dobos emlékére felkerült egy Carr Jam 1981 című instrumentális szám is, amelyet még 1981-ben rögzítettek a Music from "The Elder" felvételei közben. A szerzemény egy gitárriffekkel keretbe foglalt dobszóló, amely nagy hasonlóságot mutat a klasszikus Moby Dickel. Zeneileg a Revenge szakított az előző albumok rádióbarát, kommersz jellegével, és egy súlyosabb, helyenként már metalosan kemény, gitárorientált album született. A húzós dalokkal teli modernizált albumot kitörő lelkesedéssel fogadták a rajongók, sokan a legjobb lemezeik között tartják számon, továbbá sok régi rajongó ekkor kedvelte meg újra az együttest.
Az albumról a God Gave Rock 'N' Roll to You II, az Unholy, a Domino, az I Just Wanna és az Every Time I Look at You dalokat adták ki kislemezen. Ezek közül a God Gave Rock 'N' Roll to You II aratta a legnagyobb sikert, amely a Billboard Mainstream Rock Tracks listáján a 21., míg az angol kislemezlistán a 4. helyre került. Az eredetileg Argent dal már az album kiadása előtt szerepelt a Bill and Ted's Bogus Journey című film filmzenealbumán, és az együttes egyik legismertebb slágerévé vált. A Domino videóklippjét csak ritkán adta le az MTV, míg az Every Time I Look at Yout szintén visszautasították, lévén túl lehangoló. Az I Just Wanna című számra forgatott filmet viszont már rendszeresen leadta a zenecsatorna, és a rádiók is elkezdték játszani. A kritikusok megosztó véleménnyel vannak az album iránt, a Rolling Stone mindössze 1 pontosra értékelte. A későbbiekben a Sputnikmusic négy csillagot adott rá az ötből, és kiváló albumnak nevezte. A Vista Recors írója Erik Rupp négy és fél pontot adott rá, a dalokat nagyon jónak minősítette, míg a hangzást teltebbnek és élénkebbnek nevezte a korábbi lemezekénél. Az Allmusic három pontot adott az albumra, és kifejtette, hogy egyes dalok kiválóak, de a keményebb hangnemet Stanley és Simmons üzleti szempontok miatt választotta. A Revenge nemcsak a rajongók körében aratott tetszést, hanem kereskedelmileg is sikeres lett. Az UK Albums Charton a 10., míg a Billboard 200 lemezeladási listáján a 6. helyre került. Utoljára a Dynasty albumnak sikerült bekerülnie az amerikai Top 10-be. Az album a kiadása után hat héttel lett aranylemez (a platina státuszt nem sikerült elérnie). Az együttes nemcsak zeneileg változott meg, hanem a megjelenését tekintve is. A korábbi, színes, szakadt glam metalos ruhák helyett, a heavy metalra jellemző bőrszereléseket, szegecseket, koponyamintákat alkalmaztak.
1992 tavaszán kezdetét vette a Revenge Tour, amely 77 fellépéssel 1992 decemberében ért véget. A turné során az Egyesült Királyságban (itt a Danger Danger volt a nyitóegyüttes), az USA-ban és Kanadában adtak arénakoncerteket, amelyek hosszú évek óta az együttes legsikeresebb fellépései voltak. Az előadások többsége azonban még így sem lett telt házas, ezért sok koncertet az eredetileg meghirdetettnél kisebb helyre kellett lekötni. A koncerteken, a színpad mögött az Alice Cooper turnékról ismert, majd később a Dream Theaterben is megfordult Derek Sherinian kezelte a billentyűs hangszereket. 1992. augusztus 18-án napvilágot látott egy X-treme Close-Up című videókazetta, amelyre egy 90 perces dokumentumfilm került fel, videóklippekkel és koncertfelvételekkel kiegészítve. A kiadvány platinalemez minősítést szerzett.
Szintén 1992-ben a C/Z Records kiadásában megjelent egy Hard to Believe: Kiss Covers Compilation című tribute album, amelyen legfőképpen punkegyüttesek (Skin Yard, Bullet LaVolta, Melvins, Nirvana) adnak elő KISS dalokat.
1993. február 25-én élőben léptek fel Howard Stern rádiós show-műsorában. Kisebb szünet után 1993. május 18-án megjelent az Alive III című koncertalbum, amely a Revenge turnéjának a kivonatát tartalmazza. Az album producere a zenekar mellett Eddie Kramer volt. A koncertfelvételen a 70-es és a 80-as évek slágerei szerepelnek, és az anyag jól prezentálja Eric Singer tehetségét, valamint a koncertek hangulatát. Olyannyira, hogy sokan az utómunkálatok során felvett dalok lehetőségét sem zárták ki. Az Alive III a 9. helyre került a Billboard listán, és aranylemez lett. A koncertlemez kiadása után négy nappal az együttes bekerült a hollywoodi Rock Walk of Fame halhatatlanjai közé. Ebben az időszakban az együttes albumai már közel 70 millió eladott példányszámnál jártak. 1993-ban az együttes szüneteltette a tevékenységét, mindössze csak 14 koncertet adtak. 1993. augusztus 16-án egy Kiss Konfidential című videókazetta jelent meg, amelyet a PolyGram lemezcég adott ki. Az anyagra a Revenger Touron készült interjúk, videóklippek és 1970-es évekbeli koncertfelvételek kerültek fel. 1994 júniusában Kiss My Ass: Classic Kiss Regrooved címmel jelent meg egy válogatásalbum, amelyen különböző előadók dolgozzák fel az együttes dalait. A Deucet Lenny Kravitz és Stevie Wonder adja elő közösen funk stílusban, a She című számot pedig az Anthrax, míg a Struttert az Extreme formálta a saját képére. A Detroit Rock Cityt a The Mighty Mighty Bosstones írta át ska punk stílusba, míg a Hard Luck Womant Garth Brooks adja elő. A lemeznek eredetileg a Great Expectations és a KISS This címeket szánták, és duplalemezes változatban akarták kihozni, de végül nem gyűlt össze elegendő anyag. A lemez a 19. helyre került a Billboard listán. Az albumot jól fogadták a rajongók, bár sokan kifogásolták, hogy sok rajta a kezdő, ismeretlen és középszerű zenekar. 1994-ben egy újabb VHS kazetta jelent meg Kiss My Ass: The Video címmel (DVD-n 2004-ben jelent meg), amelyen főleg 1970-es évekbeli koncertek szerepelnek. Még ebben az évben Nashvilleben adtak egy különleges koncertet a Gibson gitár 100. évfordulója alkalmából. A Kiss My Ass kiadványok révén turnéra indult a zenekar, amely 1994 áprilisában startolt Kiss My Ass Tour címen. A körút folyamán az Egyesült Államokban és Dél-Amerikában adtak koncerteket, majd 1995-ben Japánban és Ausztráliában. A Dél-Amerikai koncerteken a Black Sabbath és a Slayer is fellépett. A 23 koncertből álló turné utolsó előadása Sydneyben volt 1995. február 13-án. Ezt követően megjelent a Kisstory című 440 oldalas, (és 4,1 kg-os) könyv, amely az együttes történetét tekinti át. 1995. június 17-én Konvention Unplugged Tour címen indultak turnéra, amely Los Angelesben startolt, és 1995. augusztus 9-én zárult a Sony stúdiójában. A koncertek egész napos események voltak, amelyek során meg lehetett tekinteni az együttes fellépő ruháit, emléktárgyait. A zenekar tagjai válaszoltak a rajongók kérdéseire, autogrammokat osztogattak, majd kétórás akusztikus koncerteket adtak. Az első fellépésen (augusztus 9) Peter Criss is csatlakozott a Hard Luck Woman és a Nothin' to Lose dalok előadása közben. 16 év után ez volt az első alkalom, hogy Criss nyilvánosan szerepelt az együttessel. Az akusztikus miniturné sok rajongó szerint az együttes egyik mélypontjának számított, viszont nagymértékben befolyásolta az együttes jövőjét. A turné utolsó napján, 1995. augusztus 9-én a Sony stúdiójában léptek fel, ahol nemcsak Peter Criss, hanem Ace Frehley is csatlakozott a zenekarhoz. Az eredeti felállással adott koncert hatalmas sikert aratott, és az MTV is sugározta az MTV Unplugged sorozatában. A koncert révén a rajongók részéről felmerült egy esetleges újjáalakulás gondolata, de Simmons és Stanley Eric Singer és Bruce Kulick társaságában stúdióba vonult, és rögzítették az új dalaikat. A felvételek 1996 februárjában lezárultak, de a lemez megjelenése majdnem két évet késett. A megjelenéséig a rajongók széles körében elterjedt a lemez bootleg másolata.

### Az eredeti felállás újjáalakulása,Carnival of Souls: The Final Sessions,Psycho Circus(1996–2001)
1996 elején hivatalosan még Simmons, Stanley, Kulick és Singer voltak a KISS tagjai, de a háttérben már folytak az intézkedések az eredeti felállás összehozására. 1996. február 28-án a 38. Grammy Awardson Tupac Shakur jelentette be, hogy a Love Gun-korszakos színpadi ruhákban és a teljes sminkkel újraegyesül az eredeti felállású KISS. Ezt követően 1996. március 12-én megjelent az MTV számára adott akusztikus koncert felvétele a Kiss Unplugged. A felvétel producere Alex Coletti volt, az album pedig a 15. lett a Billboard 200-on. A Metal Nightfall 4 pontot adott rá, míg a Sputnikmusic három és felet, a kritikájában pedig azt írta, hogy általánosságban elégedettek lehetnek vele a rajongók. Az Allmusic viszont csak három pontosra értékelte. Az album aranylemez lett, és az MTV Unplugged sorozatának az egyik legsikeresebb darabja lett. Kereskedelmi szempontból csak az Unledded előzte meg, ami Robert Plant és Jimmy Page közös fellépése volt. A kiadvány VHS-en, majd később DVD-n is megjelent. 1996. április 16-án, a New Yorkben lévő Intrepid múzeumban tartott sajtótájékoztatón bejelentették, hogy a Simmons-Stanley-Criss-Frehley felállású zenekar a nyárra tervezi az újjáalakuló turnéját. Az együttes új menedzsere Doc McGhee lett, míg a tervezett turné hírét Conan O’Brien televíziós műsorvezető konferálta be 58 ország számára. 1996. április 20-án jelentették be, hogy az első koncert Detroitban lesz a Tiger Stadiumban. A koncertre 47 perc alatt elkelt közel 40 000 belépő. A Alive/Worldwide Tour elnevezésű reunion turné bemelegítő koncertje 1996. június 15-én volt az Irvine Meadows Amphitheaterben Irvineben, majd június 28-án Detroitban kezdetét vette a körút. Az itt előadott Shout it Out Loud dalra videóklippet is forgattak, amelyet az MTV is gyakran leadott. A turné 1997. július 5-én ért véget, és összesen 192 koncertet foglalt magába. Az együttes Európában, az Egyesült Államokban, Kanadában, Dél-Amerikában, Japánban, Új-Zélandon és Ausztráliában lépett fel. New York Cityben négy koncertet adtak a 20 000 fő befogadóképességű Madison Square Gardenben, amelyekre egy órán belül elfogyott mind a 80 000 belépő. A koncerteken nem volt előzenekar, az együttes pedig ugyanazt a látványos showt adta elő, mint amit az 1970-es években. A turné során újra felléptek Budapesten is (1997. június 5), ahol teltház előtt léptek fel a Petőfi Csarnok szabadtéri színpadán. Az 1996-ban adott koncertek 43,6 millió dollárt jövedelmeztek, míg az 1997-es koncertekkel is kiegészülve a turné összbevétele 143,7 millió dollár volt. Az Alive/Worldwide Tour a rocktörténet egyik leglátványosabb cirkuszi show-műsoraként lett számon tartva és az 1996/1997-es év legsikeresebb koncertsorozata lett. A koncertek átlagos látogatottsága 13 737 fő volt, amely a legtöbbnek bizonyult az együttes történetében.
1996. augusztus 16-án vált hivatalossá, hogy Eric Carr és Bruce Kulick már nem tagja az együttesnek. Kulick később megalapította az Uniont, amelyben a Mötley Crüben is megfordult John Corabi lett az énekes. Miközben az együttes a nosztalgia turnéját bonyolította, több kiadvány is napvilágot látott. Elsőként 1996. június 25-én jelent meg egy You Wanted the Best, You Got the Best!! című koncertalbum, amelyre egy Jay Lenóval készített interjú is felkerült. Az album 1997-ben aranylemez lett, és a Billboard listáján a 17. helyre került. 1997. április 8-án egy Greatest Kiss című válogatásalbumot adott ki a Mercury, amely a világ egyes kontinensein különböző számlistával jelent meg. Ez a kiadvány már nem lett különösebben sikeres, a Billboard listáján is csak a 77. helyre került. 1997 augusztusában a Comics egy képregénysorozatot adott ki az együttesről. Ezenkívül olyan új KISS termékek jelentek meg, mint csizmák, golflabdák, strand törölközők, szúrófűrészek, KISS vízum kártyák és gumi halloween maszkok.

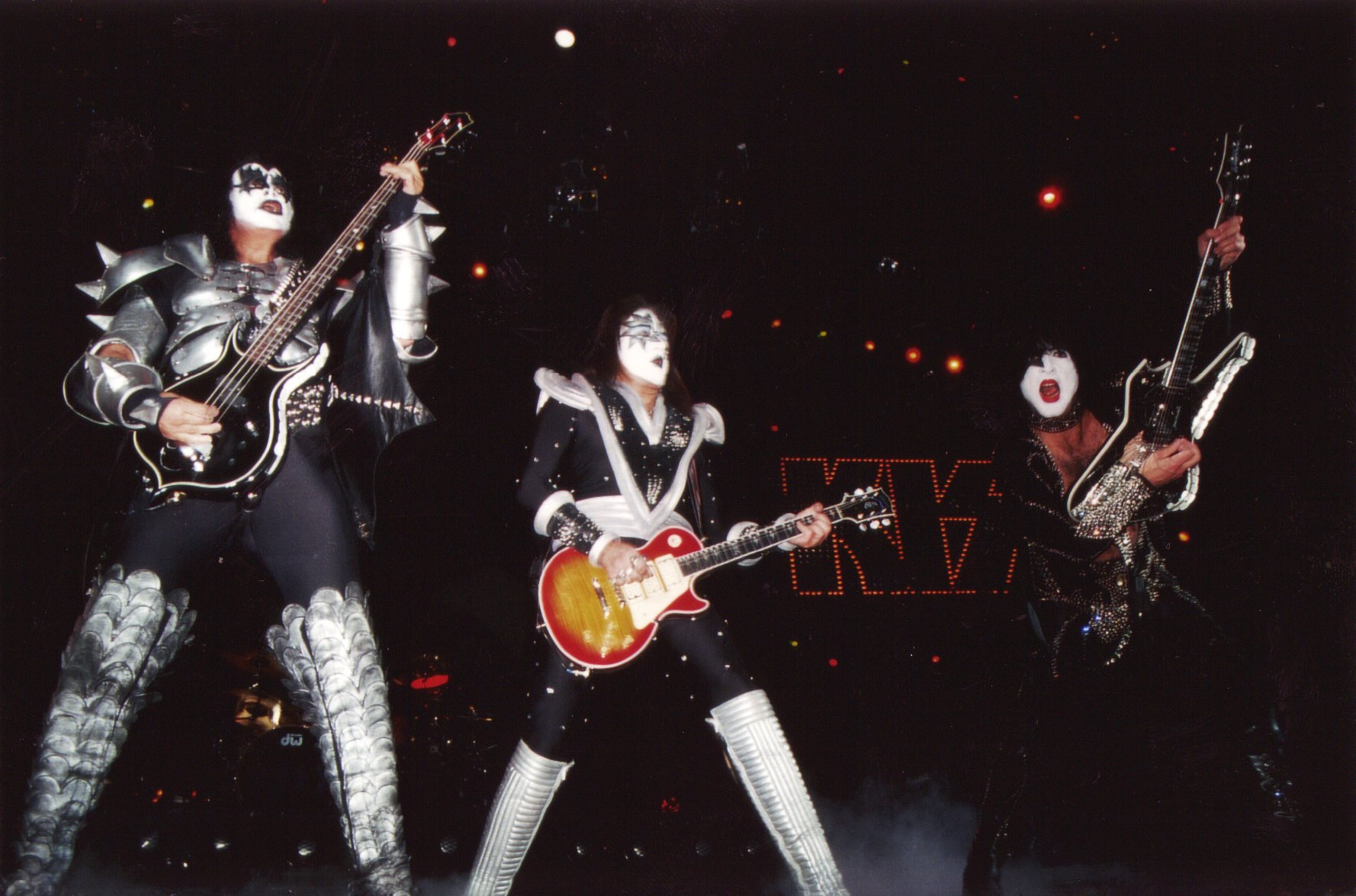
KISS koncert 1999-ben, Párizsban.

Az Alive/Worldwide Tour után 1997. október 28-án jelent meg a Carnival of Souls: The Final Sessions című következő stúdióalbumuk, amit még az eredeti tagság újraegyesülése előtt 1995-ben és 1996 elején vett fel a Simmons-Stanley-Singer-Kulick felállású zenekar. Az album 12 dalából 9-ben szerepelt szerzőként Kulick, és az I Walk Aloneban énekesként is bemutatkozott. Egyes dalok megírásában Scott Van Zen, Curtis Cuomo, Tommy Thayer, Jaime St. James, és Ken Tamplin is részt vett. A felvett dalok közül elsőként a Master & Slave került nyilvánosságra, amely az Escape From L.A. című film zenealbumán jelent meg. A Hate az együttes talán legkeményebb dala lett, amellyel a Spawn című filmhez is hozzájárultak. Bruce Kulick többnyire a basszusgitársávokat is rögzítette, és több számban is az összes gitártémát ő játszotta fel. A Carnival of Souls: The Final Sessions az együttes egy teljesen új arcát mutatta meg, mivel pályafutásuk legkeményebb albumát készítették el, amelyen egyfajta sötét és komor hangulat vonul végig. A dalokról a gyűlölet érzése árad, ami korábban nem volt jellemző az együttes szerzeményeire. A dalok minden korábbinál modernebbek lettek és olyan együttesek hatása is érződik rajtuk, mint a Pantera és az Alice In Chains. A produceri munkát eredetileg Bob Ezrinre bízták, de ő nem vállalta a feladatot, és a kiadót is alig bírták rávenni a kiadásra. A producer Stanley és Simmons mellett végül Toby Wright lett, aki korábban az Alice In Chains számára is dolgozott. Az album megosztotta a rajongótábort, sokan el sem akarták hinni, hogy a KISS lemezét hallják. A lemezre 4 és fél pontot adott a Vista Records írója, és megjegyezte, hogy az egyik legjobb albumukat készítették el, amelyre érett, jól megírt, kreatív dalok kerültek fel.
Az Allmusic viszont csak 2 pontot adott rá, és kritikájában erőltetettnek minősítette az albumot. A Billboard 200 listáján csak a 27. helyre került, és nem sikerült elérnie az aranylemez státuszt. Az 1997-es év hátralévő részében pihenőt tartottak, majd 1998 januárjától áprilisig stúdióba vonultak, hogy elkészítsék az eredeti felállás visszatérő albumát. A felvételek az A&M stúdióban (Hollywood) és a One on One stúdióban (New York City) folytak, a producere pedig az a Bruce Fairbairn lett, aki korábban a Bon Jovi, az Aerosmith és az AC/DC számára készített multiplatina albumokat. A Psycho Circus névre keresztelt album 1998. szeptember 22-én látott napvilágot a Mercury kiadásában. Az anyag a maszkos Kiss felállás visszatéréseként volt beharangozva, de igazából Frehley és Criss alig szerepel rajta. Frehley kizárólag az Into the Voidban szerepel, amit ő is énekelt fel. Criss szintén csak az az Into the Voidban hallható, és még az I Finally Found My Wayt is ő énekelte fel. A dalszerzésből nem vette ki a részét, de Frehley is csak a saját dalához az Into the Voidhoz hozott ötleteket. Simmons és Stanley mellett Bob Ezrin, Curtis Cuomo, Holly Knight és Karl Cochran írta meg a dalokat. Bruce Kulick a Dreamin megírásában segédkezett, de a Within intrójában is szerepel az egykori gitáros. A gitárrészeket Tommy Thayer, míg a dobokat Kevin Valentine játszotta fel. A Psycho Circus zeneileg pontosan azt nyújtotta amit a rajongók többsége elvárt tőle, vagyis a metalos keménység, az AORos slágeresség, a diszkó, és a progresszivitás helyett az együttes 1970-es évekbeli, rock and roll alapú stílusát kínálta. Az album ugyanakkor kellően modern lett, és fellelhető rajta Revenge albumot idéző keménység, és a 80-as éveket idéző dallamosság is. Kislemezen a We Are One, a You Wanted the Best, az I Finally Found My Way és a címadó Psycho Circus jelent meg, de jelentős sikert csak a Psycho Circus ért el, amely első lett az US Mainstream Rock Tracks listán. A dalra egy 3D technológiás videóklippet is forgattak, amelyet az MTV figyelmen kívül hagyott. A számot Grammy díjra is jelölték a Legjobb Hard Rock Előadás kategóriában. Az albumra három pontot adott a Rolling Stone, míg a Metal Nightfall négyet, a Sputnikmusic pedig 3 és felet. Utóbbi magazin kritikája csodálatosnak nevezte az albumot, és mindenkinek a figyelmébe ajánlotta. Az Allmusic csak két pontosra értékelte, és véleménye szerint egy „fáradt” alkotás született, ami főleg reklámfogás céljából jött létre a következő turnéhoz. A Psycho Circus aránylag elismert lett kritikailag, és kereskedelmileg is sikert aratott. Megjelenésének hetében 110 000 példányban kelt el, és ezáltal a Billboard 200 listán a 3. helyre került. Angliában a 47., Németországban az 5., Kanadában a 2., Norvégiában a 4., míg Svédországban és Ausztráliában listaelső lett. A kiadása után egy hónappal aranylemez lett, de a platinaminősítést már nem sikerült elérnie.
Az album turnéja Psycho Circus Tour címen startolt 1998. október végén, és eltartott 2000 januárjáig. A körút során 68 koncertet adtak Kanada, USA, Európa és Dél-Amerika területén. Az első két koncertre Los Angelesben került sor, ahol két egymást követő este töltötték meg az 56 000 férőhelyes Dodger Stadiumot. A koncertek alkalmával az eseményeket 3D technolóiával lehetett nyomon követnei a háttérkivetítőkön, ezért a koncertlátogatók speciális szemüveget kaptak a belépő mellé. Ez volt az első alkalom, hogy egy előadó 3D dimenziós vizuális látványt nyújtott a színpadon. Az október 31-én adott koncert egyes részleteit a MAD-TV televíziós szériában is látni lehetett. 1999. augusztus 11-én a KISS bekerült a Hollywood Walk of Fame Recording Industry kategóriájában. Ezt követően elkészült egy KISS tematikájú film a Detroit Rock City, amelynek országos premierje 1999. augusztus 13-án volt. A film 1978-ban játszódik, és a középpontjában négy tizenéves áll (Edward Furlong főszereplésével) akik bármit hajlandóak megtenni azért, hogy Detroitban láthassák az együttes előadását. A következő hónapokban a World Championship Wrestlingel kötöttek megállapodást, amelynek az egyik birkozója Simmons démon arcfestését használhatta a mérkőzések során. Ezt követően a World Championship Wrestling által producelt WCW Monday Nitro nevű birkózást közvetítő tévéműsorban adták elő a God of Thundert, amelyért 500 000 dollárt kért el a zenekar. A Simmons arcfestését használó birkozó démon karaktere rövid életű volt, mindahogy a zenekar együttműködése is a World Championship Wrestlingel. 2000-ben megjelent egy Kiss: Psycho Circus: The Nightmare Child című videójáték, amely a Kiss: Psycho Circus képregénysorozaton alapult. Szintén ebben az évben jött ki a The Second Coming DVD, amely az Alive/Worldwide turnét állítja középpontba.
2000 márciusában Kiss Farewell Tour címen újabb turnéra indultak, amely 2001 áprilisában fejeződött be, 142 előadással. A turnén az Egyesült Államokban, Kanadában, Japánban és Ausztráliában fordult meg az együttes, az előzenekarok pedig a Skid Row, Ted Nugent és a Lil Mary RC voltak. 2001 januárjában újra megbomlott az egység a zenekaron belül, ezért Peter Criss bejelentette távozását, hogy szólókarrierjére koncentrálhasson. Távozásának fő oka azonban az volt, hogy nem tudott megállapodni a többiekkel fizetésének szerződéseit illetően. 2000. október 7-én, North Charlestonban volt a turné utolsó olyan KISS koncertje, amelyen Peter Criss dobolt. A 2001. márciusi Japán és Ausztrál koncerteken már újra Eric Singer dobolt az együttesben. Ez volt az első alkalom, hogy Singer Peter Criss macskajelmezében lépett színpadra, amely sok rajongó felháborodását váltotta ki. Simmons és Stanley már korábban megszerezte a kosztümök és a make-up-ok felhasználási jogát, így Singer minden jogi akadály nélkül használhatta Criss jelmezét. 2001. november 20-án The Box Set címmel jelent meg egy 4 CD-ből álló gyüjteményes kiadvány, amelyre a legnagyobb slágerek mellett demok, ritkaságok és kiadatlan élő felvételek (köztük az MTV Unplugged számára adott koncertről) is felkerültek. A dalokat újrakeverték, és a későbbi kiadáshoz egy ötödik CD-t is hozzáadtak. Ezenkívül egy 120 oldalas füzet is helyet kapott a gyűjteményben, amely az együttes történetét tartalmazza. Szintén ekkoriban összeállították az Alive koncertalbumokat egybecsomagolva, bónuszként egy extra CD-vel amire egy Psycho Circus turnés koncertfelvétel került fel. A kiadvány az Alive IV lett volna, de hivatalosan sohasem jelent meg. 2001. december 4-én a National Academy of Recording Arts and Sciences szervezet NARAS díjban részesítette az együttest, amely az Achievement Grammy-díj után a második legnagyobb megtiszteltetésnek tekinthető.

### Az eredeti felállás ismételt felbomlása után (2002–2007)
2002-ben Gene Simmons a National Public Radio számára interjút adott Terry Grossnak, amely révén némi ellentmondás alakult ki a zenekaron belül. 2002 februárjában a Salt Lake Cityben megtartott 2002. évi téli olimpiai játékok záróünnepségén léptek fel. Ace Frehley ezen az előadáson lépett fel utoljára a KISS tagjaként, mivel a koncert után elhagyta a zenekart. 2002. március 6-án egy privát koncertet adtak Jamaicában, ahol már Tommy Thayerrel, az új gitárossal álltak színpadra. Thayer korábban a Black 'N Blue gitárosa volt, de a KISS számára is írt már dalokat, valamint vendégként is játszott egyes albumokon. Az együttes gitárosai közül az ő játéka hasonlít a legjobban Ace Frehley stílusára, mivel ugyanúgy megvan benne a blues, mint a laza „party” hangulatú témák. Sok rajongó szerint Thayer, olyan mint egy pontosabban játszó Ace Frehley. Thayer csakúgy mint Eric Singer az elődje arcfestésében és kosztümeiben mutatkozik az együttes tagjaként. Egy hónappal Thayer csatlakozása után az együttes megjelent az Azok a 70-es évek – show című tévésorozatban. A That '70s Kiss Show című epizód 2002 augusztusában került adásba. 2002 áprilisában a Detroit Rock Cityt adták elő (előre felvett zenére, csak az ének volt élő) a Dick Clark's American Bandstand 50th Anniversary show-műsor számára, amelyet május 3-án sugároztak. 2002 folyamán az együttes mindössze négy koncertet adott, és megjelent egy The Very Best of Kiss című válogatásalbum is. Az év májusában meglepő módon visszatért Peter Criss a dobok mögé. 2003 februárjában a Hayseed Dixie kiadta a Kiss My Grass: A Hillbilly Tribute to Kiss című albumát, amelyre KISS dalok átértelmezései kerültek fel. 2003. március 30-án a Nuclear Blast jelentetett meg egy A Tribute to the Creatures of the Night című tribute albumot, amelyen a HammerFall, Skid Row, Helloween, Pretty Maids, Anthrax, Galactic Cowboys, Six Feet Under, Hypocrisy, Doro, Maryslim, The Melvins, Iced Earth, Overkill, Bathory zenekarok dolgoznak fel KISS számokat. A Simmons-Stanley-Thayer-Criss felállású együttes 2003 tavaszán négy koncertet adott Japánban, kettőt az USA-ban egyet pedig Ausztráliában. Az amerikai Pasadenaban 50 000 ember előtt léptek fel a Rose Bowl Stadiumban, míg a Melbourneben adott koncerten a Melbourne Symphony Orchestra nagyzenekarral kiegészítve adtak szimfonikus koncertet. Az előadásra a Telstra Domeban került sor 35 000 rajongó előtt, a felvételt pedig rögzítették, amit Kiss Symphony: Alive IV címmel adott ki a Sanctuary Records 2003. július 22-én. A koncertfelvételt nemcsak dupla CD-n, hanem Kiss Symphony: The DVD címen DVD-n is kiadták. Az anyagra főleg az 1970-es évekbeli dalok kerültek fel, azon belül is főleg a Destroyer albumról. A DVD kiadás dupla platinalemez, míg a CD-s verzió a 18. lett az amerikai albumlistán. A Sputnicmukic négy csillagot adott a koncertfelvételre, és kritikájában sikeres kísérletnek nevezte a nagyzenekarral való együttműködést. Az Allmusic viszont csak két és fél pontosra értékelte.
Annak ellenére, hogy a zenekar a Kiss Farewell Tourról többször is úgy nyilatkozott, mind az együttes lehetséges utolsó turnéjáról (többek között ezért is lépett ki Frehley), 2003 augusztusától egy újabb koncertsorozat vette kezdetét. A World Domination Tour kizárólag az Amerikai Egyesült Államokat érintette, és az 59 fellépés 2003. december 20-án ért véget. A körúton váltott főzenekarként léptek fel az Aerosmith társaságában. A közös körút üzletileg az egyik legsikeresebb turné lett a rockzene történetében. A fellépések összességében 64 millió dollárt jövedelmeztek, ezáltal a 2003-as év 7. legsikeresebb turnéja lett a World Domination Tour. Az előadásokat több mint 1 millió ember látta, és a december 14-én Oklahoma Cityben adott koncerten a Strutter közben Joe Perry is színpadra lépett a zenekarral. A koncertekre egy 1000 dolláros jegyet is lehetett venni, amely révén a vásárló az első öt sorba kerülhetett, a koncert után találkozhatott a KISS tagjaival, valamint egy fotót is készíthetett velük. 2003 augusztusában egy The Best of Kiss: The Millennium Collection című válogatásalbum jelent meg, rajta 1974 és 1979 közötti dalokkal. 2004 márciusában Peter Crissnek lejárt a szerződése a zenekarral, és ezzel kapcsolatban senki sem hívta fel, hogy meghosszabbítsák. Criss a saját honlapján fejtette ki, hogy véleménye szerint ez mind vele, mind a rajongókkal szemben tiszteletlen eljárás volt. A dobos Eddie Trunk rádióműsorában kijelentette, hogy a többiek túl öregnek tartották ahhoz, hogy két órát a színpadon legyen. Criss így ismét távozott a zenekarból, helyére pedig a régebbi dobos Eric Singer került, így kialakult a ma is működő Simmons-Stanley-Singer-Thayer felállás. Singer és Thayer továbbra is használta Frehley és Criss fellépőruháit és maszkjait, ezért egyes rajongók meg merik feltételezni, hogy néha nem ők vannak a jelmezek mögött.
Az Aerosmith-el közös turné után Gene Simmons az Asshole című szólóalbumával volt elfoglalva, míg a KISS-től különböző kiadványok jelentek meg. 2004 áprilisában egy újabb tribute album látott napvilágot (Spin the Bottle: an All-Star Tribute to Kiss), amelyen többek között olyan zenészek szerepelnek, mint Doug Pinnick, Page Hamilton, Kip Winger, Dee Snider, Tommy Shaw vagy Lemmy. Szintén 2004-ben egy 2 CD-s koncertlemez is kijött Kiss Instant Live címmel, majd 2004. június 15-én egy The Best of Kiss, Volume 2: The Millennium Collection című válogatásalbum is megjelent, rajta 1980-as évekbeli dalokkal. Időközben újabb turné vette kezdetét Rock the Nation Tour címen, amely 2004 májusában indult és 2004 augusztusában fejeződött be. Az 59 koncertet Ausztráliában, Japánban, az Egyesült Államokban és Mexikóban adták, az előzenekari posztot pedig a Poison és néhány helyen a Brides of Destruction töltötte be. A turné bevétele 20,3 millió dollár volt, a 2004. július 24-én, Virginiában adott koncertről pedig egy Rock the Nation Live! című DVD is megjelent 2004 júliusában. A turné befejezésével inaktívabb időszak vette kezdetét, 2005-ben mindössze két koncertet adtak. 2005 júniusában egy Kiss Chronicles: 3 Classic Albums című box-sett jelent meg, amelyre az első három album került fel. 2005. szeptember 5-én a Voices of Wonder kiadta a Gods of Thunder: A Norwegian Tribute to Kiss című tribute albumot, melyen többek között olyan norvég előadok tisztelegnek a KISS előtt, mint a Wig Wam, Ronni Le Tekrø, a The Carburetors vagy az Ulver. Még szintén 2005-ben jelent meg egy újabb tribute album a Sheep in KISS Make Up, amelyen funk metal stílusban adja elő az együttes dalait a Sack Trick zenekar. 2006 januárjában egy Gold című válogatáslemez jelent meg, amelyre 1974 és 1982 között született dalok kerültek fel. 2006. május 25-én Las Vegasban szerepeltek a VH1 Rock Honors műsorában (együtt a Queennel, a Def Leppardal és a Judas Priestel), ahol egy Rob Zombie énekes, Slash szólógitáros, Scott Ian basszusgitáros és Tommy Lee dobos összeállítású formáció is eljátszott KISS dalokat. A God of Thunder előadása alatt Ace Frehley is színpadra lépett. 2006 április 9-én a The Associated Press bejelentette, hogy az együttesnek nagy esélye van arra, hogy bekerüljön a Rock and Roll Hall of Fame csarnokába. 2006 júniusában Simmons és Stanley a Dél-Karolinában fekvő Myrtle Beachben megnyitott egy KISS kávéházat. 2006 júliusában 6 koncertet adtak (Rising Sun Tour), amelyből kettő az USA-ban, négy pedig Japánban került megrendezésre. 2006. augusztus 5-én Clevelandben a Rock and Roll Hall of Fame előtt 200 rajongó követelte, hogy az együttest iktassák be a csarnokba, mivel az már megfelelt a beiktatás követelményeinek. Ez volt az első szervezett tüntetés, amely során egy zenekar beiktatását követelték a Rock and Roll Hall of Famebe. Végül 2009. december 15-én jelentették be, hogy a KISS nem lesz ott a 2010-es jelöltek között. Ezt követően több kiadvány is napvilágot látott a zenekartól. 2006. október 10-én jelent meg a The Best of Kiss, Volume 3: The Millennium Collection című válogatásalbum, rajta 1990-ben született dalokkal. 2006. október 10-én Simmons, Stanley és Criss bekerült a Long Island Music Hall of Famebe, olyan előadok társaságában, mint Neil Diamond, Billy Joel, Louis Armstrong, a The Ramones és Tony Bennett.

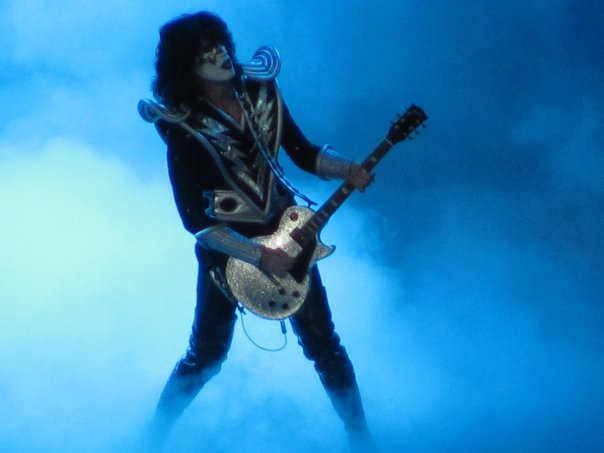
Tommy Thayer előadás közben.

Az együttes inaktív időszakát kihasználva Paul Stanley úgy döntött, hogy szólóalbumot jelentet meg. Lemeze Live to Win címmel jelent meg 2004. október 26-án, melynek a kiadása után egy szólóturnét is lebonyolított.
2006. október 31-én Kissology Volume One: 1974–1977 címmel jelent meg egy DVD, amelyre 1974 és 1977 között rögzített koncertfilmek kerültek fel, továbbá megtekinthetőek rajta zenekari interjúk és korábban sohasem látott videóklippek is. A kiadvány 5x-ös platina lett az USA-ban.
2006. november 21-én Kiss Alive! 1975–2000 címmel egy box-sett jelent meg, amelyen az első három Alive koncertalbum mellett, egy Psycho Circus turnés koncertfelvétel kapott helyet.
2007-ben a Platinum Studios-al társulva egy új, Kiss Comics Group című képregény sorozat jelent meg. Az első szám a Kiss 4K: Legends Never Die címen jelent meg, amely a normál méret mellett egy nagyobb 1.5x2.5-ös méretben is kijött. 2007-ben összesen öt koncertet adtak az Egyesült Államokban a Hit 'n Run Tour keretében. A július 27-én San Jacintóban (Kalifornia állam) adott koncert előtt Paul Stanleyt kórházba kellett szállítani extrém gyors szívverése miatt. A zenekar ezért trióban adott koncertet, amely az egyetlen olyan eset volt az együttes történetében, hogy Stanley nélkül léptek fel. 2007 szeptember közepére a terveik között szerepelt egy whistleri fellépés, de ezt az együttes útlevél problémái miatt törölni kellett. 2007. augusztus 14-én megjelent a Kissology Volume Two: 1978-1991 című DVD kiadvány, amelyre 1980-as évekbeli koncertfilmek kerültek fel. A DVD 6x-os platinalemez lett. A folytatás 2007. december 18-án jelent meg Kissology Volume Three: 1992–2000 címmel, amelyen 1990-es években készült koncertfilmek szerepelnek. A DVD kiadvány 8x-os platinalemez lett.

### Sonic Boom(2008–2012)
2008-ban az együttes 35 éves lett, ezért ebből az alkalomból elhatározták, hogy nagyszabású turnéra indulnak. Európában közel egy évtizede nem adtak rendes hosszúságú turnét. Stanley 2008. január 30-án megerősítette, hogy Európában, Ausztráliában és Új-Zélandon fognak adni stadionkoncerteket. A Kiss Alive/35 World Tour névre elkeresztelt jubileumi turné 2008. március 16-án vette kezdetét Ausztráliában, majd a 103 fellépés során Európa országaiban, Japánban, Kanadában, Új-Zélandon valamint Észak és Dél-Amerikában adtak koncerteket. A turné 2009 decemberében ért véget, mely során 400 000 rajongó látta az együttest, a körút pedig több mint 30 500 000 dollárt jövedelmezett. 2008. március 22-én, Wellingtonban (Új-Zéland) a Rock2Wgtn fesztiválon léptek fel, olyan együttesekkel, mint a Whitesnake, Poison, Ozzy Osbourne, Alice Cooper, Lordi, Sonic Altar és a Symphony of Screams. Június 13-án Castle Doningtonban főzenekarként léptek fel a Download Festivalon. Három nappal később a holland Nijmegenben léptek fel fő attrakcióként az Arrow Rock Festivalon. Június 28-án a belga Graspop Metal Meeting fesztivál főzenekaraként adtak koncertet. Ez az előadás volt az európai turnészakasz utolsó állomása. Augusztus 4-én Sturgisban a turné részeként felléptek a Rockin' The Rally at the Sturgis Motorcycle Rally elnevezésű rendezvényen. Ugyanezen a napon Dél-Dakota kormányzója Mike Rounds Kiss Rock and Roll Napot hirdetett az államban. A Dél-Amerikai koncertek keretében, pályafutásuk során először léptek fel olyan helyeken, mint Peru vagy Venezuela. A turné hanganyagából egy kétlemezes koncertalbum is napvilágot látott 2008 folyamán, amely Kiss Alive 35 címmel került a boltokba. 2008. április 1-jén egy Lick It Up – A Millennium Tribute to Kiss című tribute albumot jelentetett meg a Versailles kiadó. 2008. augusztus 27-én kizárólag Japánban napvilágot látott egy Jigoku-Retsuden című remix album. Ugyanezen a napon egy Kiss My Ankh című tribute album is megjelent, amelyen az együttesek kizárólag olyan KISS dalokat adnak elő, amelyekben szerzőként és gitárosként is szerepelt Vinnie Vincent. A SplitScreen Entertainment által kiadott lemez borítóján a Vincent maszkján is szerepelt egyiptomi ankh jel látható. 2008. október 21-én egy Ikons címre keresztelt, négy CD-s box-sett jelent meg, amelyre lemezenként a négy tag (Simmons, Stanley, Criss, Frehley) által énekelt dalok kerültek fel. Az együttes hosszú éveken át ragaszkodott ahhoz az álláspontjához, hogy a zene elértéktelenedése és a zeneipar elkorcsosulása, valamint az illegális letöltések miatt nem készítenek új albumot. Stanley és Simmons végül meggondolta magát, és Stanley 2008 novemberében kijelentette, hogy új albumot fognak kiadni az együttes 70-es évekbeli stílusában. Ezt követően a készülő lemezzel kezdtek el foglalkozni, legközelebb csak 2009 májusában mutatkoztak a szélesebb nyilvánosság előtt, amikor felléptek az American Idol tehetségkutató tévéműsorban. A szereplés alkalmával Adam Lambert versenyzővel adták elő a Detroit Rock City és Rock and Roll All Nite dalokat. Az előadást több mint 28 millió tévénéző kisérte figyelemmel.
2009 júliusában Paul Stanley bejelentette, hogy a készülő album 2009. október 6-án fog megjelenni. 2009. augusztus 19-én megjelent az új albumot felvezető kislemezdal a Modern Day Delilah, amely az utolsó kiadott stúdiófelvétel (You Wanted the Best kislemez a Psycho Circus albumról) után 11 évvel jelent meg. Az együttes 19. stúdióalbuma végül Sonic Boom címmel jelent meg 2009. október 6-án a Roadrunner, a KISS Records és az Universal kiadók gondozásában. A lemez felvételei a Hollywoodban működő Conway Recording stúdióban voltak 2008 novembere és 2009 augusztusa között, a producerei pedig Paul Stanley és Greg Collins voltak. A lemez borítóját Ken Kelly készítette, aki az 1970-es években már dolgozott a zenekar számára. Az albumot az Egyesült Államokban a Wal-Mart cégen keresztül lehetett megvásárolni, ahol egy bónusz CD és egy DVD is járt a kiadványhoz. A CD-re a korábban Japánban már megjelent Jigoku-Retsuden remix album került fel, míg a DVD egy Buenos Airesbeli koncert hat dalát tartalmazza. A dalok megírásához ezúttal nem hívtak meg külsős dalszerzőket, hanem főleg Stanley vezetésével, az együttes korai éveit idéző felfogásában, saját maguk írták meg a lemezanyagot. A cél az 1970-es évekbeli KISS albumok megidézése volt, de nemcsak zeneileg, hanem a hangzás szempontjából is, ezért két hüvelykes analóg szalagokkal vették fel a lemezt. A Modern Day Delilah mellett a Never Enough és a Say Yeah dalokat is kiadták kislemezen, míg az All For the Gloryban Eric Singer, a When Lightning Strikesben pedig Tommy Thayer énekel. Az album visszatérése az együttes rock and roll alapú 70-es évekbeli stílusához, mind a rajongók, és mind a kritikusok nagy részétől pozitív visszajelzésekben részesült. A Vista Records négy és fél pontot adott rá, és egy nagyszerű lemezként definiálta, amely a Love Gun óta a legjobban idézi meg az 1970-es évekbeli albumokat. A Sputnikmusic négy pontot adott az albumra, amit nagyszerűnek nevezett, és hozzátette, hogy ha ez lenne az utolsó lemezük, akkor egy „nagy dobással” fejeznék be a pályájukat. A Metal Temple írója Grigoris Chronis szintén pozitívakat írt róla, és 10-ből 8 pontosra értékelte. A Rolling Stone viszont csak három pontot adott rá, míg a The Guardian kritikusa Michael Hann csak kettőt, és írásában az inspiráció hiányát rótta fel. Az AllMusic három és fél pontot adott az albumra, amelyet szilárdnak és szórakoztatónak nevezett. A Sonic Boom 108 000 példányban kelt el megjelenésének hetében, ezáltal a Billboard 200 lemezeladási lista 2. helyére került. Korábban egyetlen stúdióalbumuk sem szerepelt ilyen előkelő helyen az amerikai lemezlistán, bár az aranylemez minősítést már nem sikerült elérnie a Sonic Boomnak. Angliában a 24. helyre került, míg Svédországban, Norvégiában, Finnországban, Németországban és Ausztriában egyaránt bekerült a Top10-be.

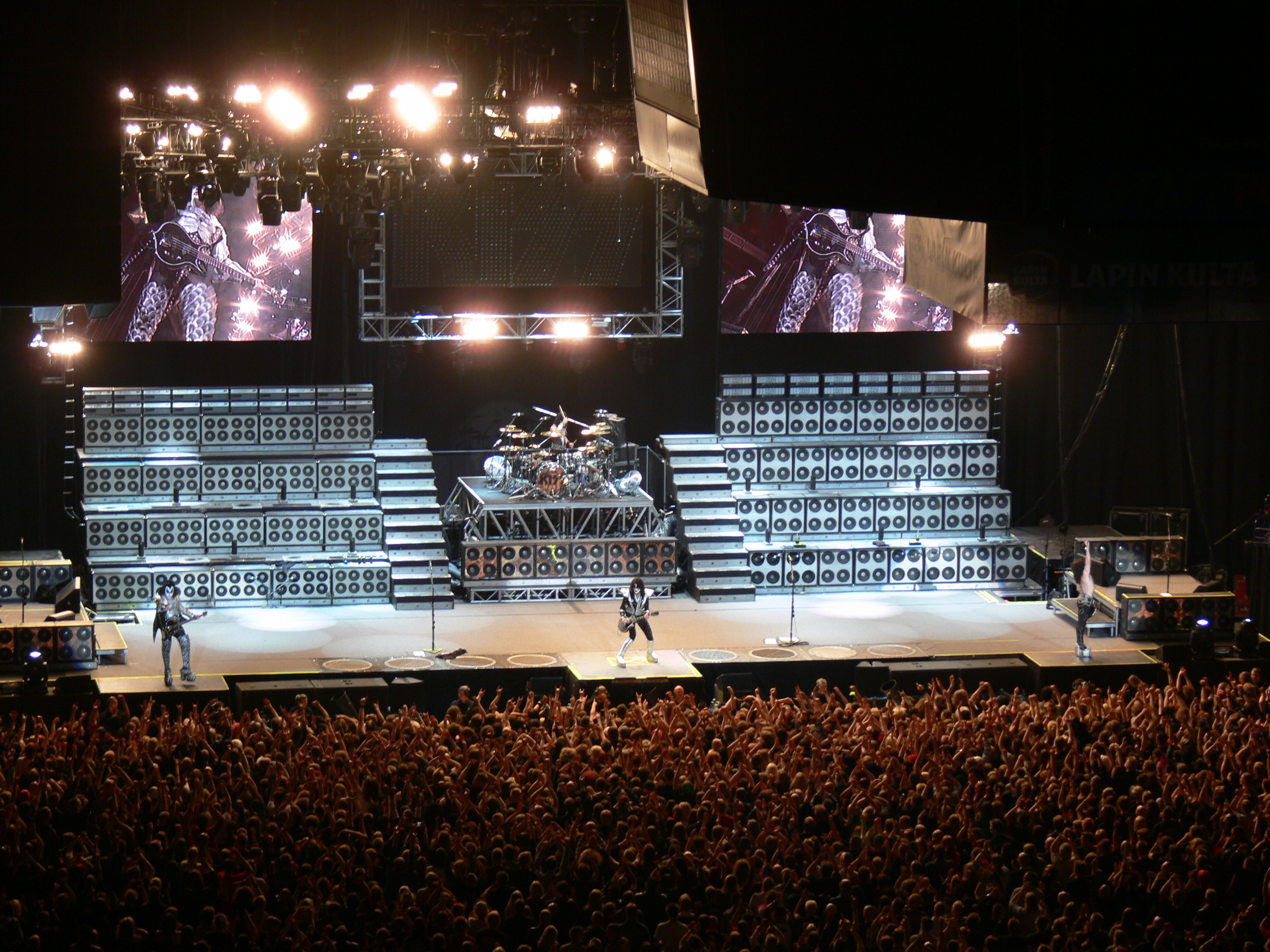
2008-as KISS koncert Helsinkiben.

Az album megjelenésének napján megjelent a zenekar a Late Show with David Letterman show-műsorban, majd egy nap múlva, 2009. október 7-én a Jimmy Kimmel Live!ban szerepeltek. 2009 halloween estéjén főzenekarként adtak koncertet a New Orleansban megrendezett Voodoo Festen. 2009. november 9-én Winnipegben az MTS Centreben léptek fel, ahol a koncert folyamán egy világítótest lángra lobbant. A tüzet öt perc alatt sikerült eloltani, miközben az együttes a Firehouse dalt adta elő (a koncert tovább folytatódott és senki sem sérült meg). A Sonic Boom turnéja 2010 május 1-jén indult Sheffieldben, és a 36 koncert során európai országokban léptek fel. A Sonic Boom Over Europe Tour során első ízben léptek fel Szlovákiában, ezenkívül pedig olyan fesztiválokon is részt vettek, mint a Rock am Ring and Rock im Park Festivals, a Sauna Open Air Metal Festival és a Hellfest. A körút teljes neve Sonic Boom Over Europe: From the Beginning to the Boom (Hangrobbanás Európa-szerte: A kezdettől a robbanásig) volt. 2010. május 28-án Budapesten is fellépett a zenekar, ahol a Papp László Budapest Sportarénában adtak koncertet.
2010. június 28-án, 66 éves korában rákban elhunyt az együttes 1973-1982 közötti menedzsere Bill Aucoin, aki Stanley és Simmons szerint olyan volt mint az együttes ötödik tagja. 2010. július 23-tól a The Hottest Show on Earth Tour elnevezésű turné vette kezdetét, amely 58 fellépésből állt Kanada, Mexikó, Puerto Rico és az Amerikai Egyesült Államok területén. A turné utolsó koncertjére 2011. július 28-án került sor Veronaban. 2010 folyamán megjelent egy két CD-ből álló Kiss Sonic Boom Over Europe című koncertlemez, amelynek első korongjára a 2010-es európai turnéról, míg a másodikra a 2010-es amerikai turnéról kerültek fel koncertfelvételek. A The Hottest Show on Earth Tour közben 2011 márciusában Gene Simmons ellátogatott Izraelbe, és elárulta, hogy tervei között szerepel egy izraeli KISS előadás. 2011. április 13-án stúdióba vonultak, hogy elkezdjék rögzíteni az újabb ötleteiket, az album megjelenésével kapcsolatban pedig esélyesnek tartották a 2011-es megjelenést. Ezután egy közleményt adtak ki, amelyben Simmons elárulta, hogy a következő album a Sonic Boom utáni következő logikus lépés lesz, amelyen ugyanúgy nem lesznek billentyűsök és balladák, hanem csak egyenes rockdalok. Az együttes ismét analóg felszerelésekkel dolgozott, amelyről a basszusgitáros így fogalmazott: A modern technika egy csábító prosti, képes bárkit elcsábítani. Csak megnyomod a gombot, mást már nem is kell tenned. De az analóg cucc az igazi szerelem. Keményen oda kell tenned magad, de megéri. Az új album felvételeinél egy 24 sávos szalagra dolgoztunk és egy régi Trident pultot használtunk.. És annyi csöves cuccot, amennyit csak lehetett. A csöves cuccok, az elektromosság és a vastag fa együttese adja ki ezt a vastag hangzást. 2011. augusztus 21-én a honlapjukon jelentették be, hogy a 20. stúdióalbumuk címe Monster lesz. Eredetileg 2011 őszére tervezték a megjelenését, majd áttették 2012 januárjára, de végül ezt az időpontot is elhalasztották 2012 tavaszára. 2011. október 13 és 17 között egy „KISS Kruise” névre keresztelt tengerjáró hajó fedélzetén adtak akusztikus koncerteket, amelyek során számos más tevékenységeken is (például Kiss Halloween Party-n) vehettek részt a rajongók. Az öt napos tengerjárás Miamiban vette kezdetét és Half Moon Cayban ért véget. Az előadásokon smink nélkül léptek fel, és számos olyan dalt adtak elő, amelyek nem szoktak szerepelni a hagyományos KISS koncerteken. A nagy sikerre való tekintettel az együttes eldöntötte, hogy 2012-ben is lesz „KISS Kruise”, amely 2012. október 31-én indul, és majd november 4-én ér véget.
A 2011-es American Music Awards díjátadón Gene Simmons elárulta, hogy a Monster című új albumon 15 dal fog szerepelni, és mindegyiket a zenekar tagjai írták meg. Nyilatkozatában hozzátette, hogy a 2012-es év folyamán egy nagy könyv és egy 10 órás DVD is megjelenik majd a zenekartól. Ezenkívül megígérte, hogy még 2012-ben lesz világkörüli turné, és a Monster című új album, amelynek a felvételi folyamatai 2012. január 6-án zárultak le.
2012. február 20-án bejelentették, hogy főzenekarként fognak fellépni a 2012. július 6-án megrendezésre kerülő Sonisphere Festivalon (Knebworth). A Monster 2012-es turnéjának ez lesz az egyetlen európai fellépése. 2012 márciusában bejelentették, hogy 2012. július 20-tól az Egyesült Államokban indulnak közös turnéra a Mötley Crüe zenekarral. Szintén 2012 márciusában felléptek a Jimmy Kimmel Live Showban, ahol bemutatták a zenekar új jelmezeit.

## Zene, stílus
Az együttes stílusát összességében a hard rock műfajba szokás besorolni, de több évtizedes pályafutásuk alatt számos más egyéb stílus is felbukkant a zenéjükben. Albumaik a rockzene gótikus, a mindennapi életen felülemelkedő vonásait hangsúlyozzák. Az 1970-es évek elején/közepén készült albumaikon glam rock és rock and roll alapú rockzene hallható, amelyet a hard rockra jellemző keménységgel adtak elő. A Rolling Stone korabeli kritikájában az amerikai Black Sabbathként jellemezte az együttest. A Bennington Banner magazin az együttes első két albumát, az akkori hard rock színtér legszélsőségesebb alkotásainak nevezte. Az 1976-os Destroyer albumon, nagyzenekari hangszereléssel, musical hatásokkal, progresszívabb dalszerkezetekkel bővítették zenéjük határait. 1978-ban mind a négy zenész szólóalbumot adott ki, amelyek zenei világa jelentősen eltért a KISS stílusától. Leginkább Ace Frehley és Paul Stanley produkciója hasonlított a legjobban a korábbi lemezekre, de Gene Simmons albumán funk/diszkó hatások, női háttérvokálok, vonós hangszerelésű dalok, míg Peter Criss albumán pop és diszkó hatásokat mutató, R&B jellegű dalok kaptak helyet. Az 1979-ben megjelent Dynasty a korábbi rockos vonalat keverte az akkor divatos diszkóelemekkel, míg az utána kiadott Unmasked szintén tartalmazott diszkó elemeket, de az összhatása már inkább pop-rockos lett.
Az 1981-ben kiadott Music from "The Elder" megint teljesen más irányt vett, mint a korábbi lemezek. A hard rockos keménységet megtartották, de a számok sokkal komolyabbak és komorabbak lettek, amelyekben a nagyzenekari hangszerelés jelentős szerepet kapott. Ezt az albumot szokás a KISS art rock/progresszív rock albumaként emlegetni. Paul Stanley elmondása szerint azért készítettek kisérletezős hangvételű albumokat az 1970-es évek végén/1980-as évek elején, mert a kritikusokat és a szakmát igyekeztünk lenyűgözni, ahelyett, hogy a rajongókra koncentráltunk volna.
Az ezt követő Creatures of the Night visszatért a rock and roll alapú kemény rockhoz, de a korábbi albumoknál keményebb, hard rockosabb formában. Az 1983-as Lick It Up folytatta a tendenciát, mivel a dalok erőteljesebbek, modernebbek lettek. A korábbiaknál virtuózabb gitárjáték, a több vokál alkalmazása és a keményebb, metalosabb riffek révén a glam metal, az amerikai típusú hard rock vagy a pop metal kategóriába is szokás sorolni a lemezt. Az Animalize (1984) és az Aylum (1985) folytatta ezt az irányvonalat, majd az 1987-ben megjelent Crazy Nightsal ismét másfelé fordultak el. Az album AOR elemeket is felhasználó, billentyűs hangszerekkel kiegészített, rádióbarát alkotás lett, amelynek csiszolt hangzása és kommerszebb megközelítése az akkori amerikai slágeres arénarock hatásait mutatta. A következő Hot in the Shade szintén ebben a szellemben fogant, némileg kevesebb szintetizátorral és valamelyest keményebb formában. Ezeknél az albumoknál Simmons nem vett részt aktívan a dalszerzésben, és nagyon nem is kedveli őket. A következő albumuk az 1992-es Revenge volt, amelyen a gitárcentrikus, nyers megközelítés került előtérbe, minden korábbinál keményebb, helyenként metalos hangzással. Az 1997-ben megjelent Carnival of Souls: The Final Sessions szintén egy kemény és modern hangzású album lett, amelyen a komor elemek, a dühödt hangulat mellett a grunge stílusjegyei is megmutatkoznak. Az album a KISS pályafutásának a legkeményebb produkciója lett. Az 1998-as Psycho Circus és főleg a 2009-es Sonic Boom viszont már visszakanyarodást jelzett, az együttes klasszikus, 1970-es évekbeli glam/hard rock hatású, rock and rollos stílusához.
A KISS többféle irányba is elkalandozott pályafutása során, jellegzetességeik azonban mindvégig megmaradtak. A könnyen befogadható, egyszerű dalszerkezetek, a refréncentrikus és slágeres megközelítés minden kiadványukon tetten érhető. Az együttes talán két legfőbb ismertetőjegye Paul Stanley és Gene Simmons énekhangja. Stanley hangszíne lágyabb és magasabb, ezért általában ő énekli a könnyedebb, kommerszebb dalokat, míg Simmons hangszíne mélyebb, nyersebb, ezáltal a keményebb, lendületesebb dalokat szokta elénekelni. Az AllMusic úgy jellemezte a zenekar stílusát, hogy egy hatásos keveréke a sokszor metalos, lüktető hard rocknak, a himnuszszerű dallamos témáknak és a power balladáknak.
A zenekar stílusát olyan előadók inspirálták az indulásakor, mint a Black Sabbath, a Deep Purple, Jimi Hendrix,Alice Cooper, a The Beatles, a Slade és a New York Dolls továbbá a Cream, Marc Bolan, David Bowie, a Grand Funk Railroad, a Humble Pie, a The Kinks, a Led Zeppelin, a The Rolling Stones, a The Stooges, a T. Rex, a The Who és The Yardbirds.

## Az együttes megjelenése, élő előadásai
A KISS a megjelenésével az 1970-es évek elején Nagy-Britanniában kialakult glam rock brit mintáit (feltűnő, csillogó ruhák, különleges fazonú, sokszor magas talpú cipők, sminkhasználat, narcisztikus viselkedésmód, androgün megjelenés) fejlesztette tovább. Megjelenésüket még a KISS elődjében a Wicked Lesterben Lou Reed és David Bowie glitter rockjával kezdték, majd a végletekig fokozták azt. A zenekar tagjai eltitkolták kilétüket, maszkot és képregény-hős jelmezt öltöttek. Az első koncertjeik alkalmával elidegenítették a sajtót, kivívták a szülők felháborodását, és sikerült megnyerniük New York rockrajongóinak nem múló rokonszenvét. Az együttes tagjai nem hagyták magukat maszk nélkül lefotózni vagy meginterjúvolni. Koncertjeiken is kizárólag festett arccal, szörnymaszkokban léptek fel, a zenét pedig színpadi díszletekkel, látványos show elemekkel dobták fel, miközben mindenütt petárdák robbantak. Paul Stanley felgyújtotta, majd összetörte a gitárjait, Ace Frehleynek a gitárszólója közben kigyulladt a hangszere, és rakétákat lőtt ki belőle, Gene Simmons pedig előadás közben vért (joghurt és ételszínezék keverékét) köpött, tüzet okádott, „felrepült” a koncerttermek tetejére, vagy egyszerűen tövig kiöltötte a nyelvét.

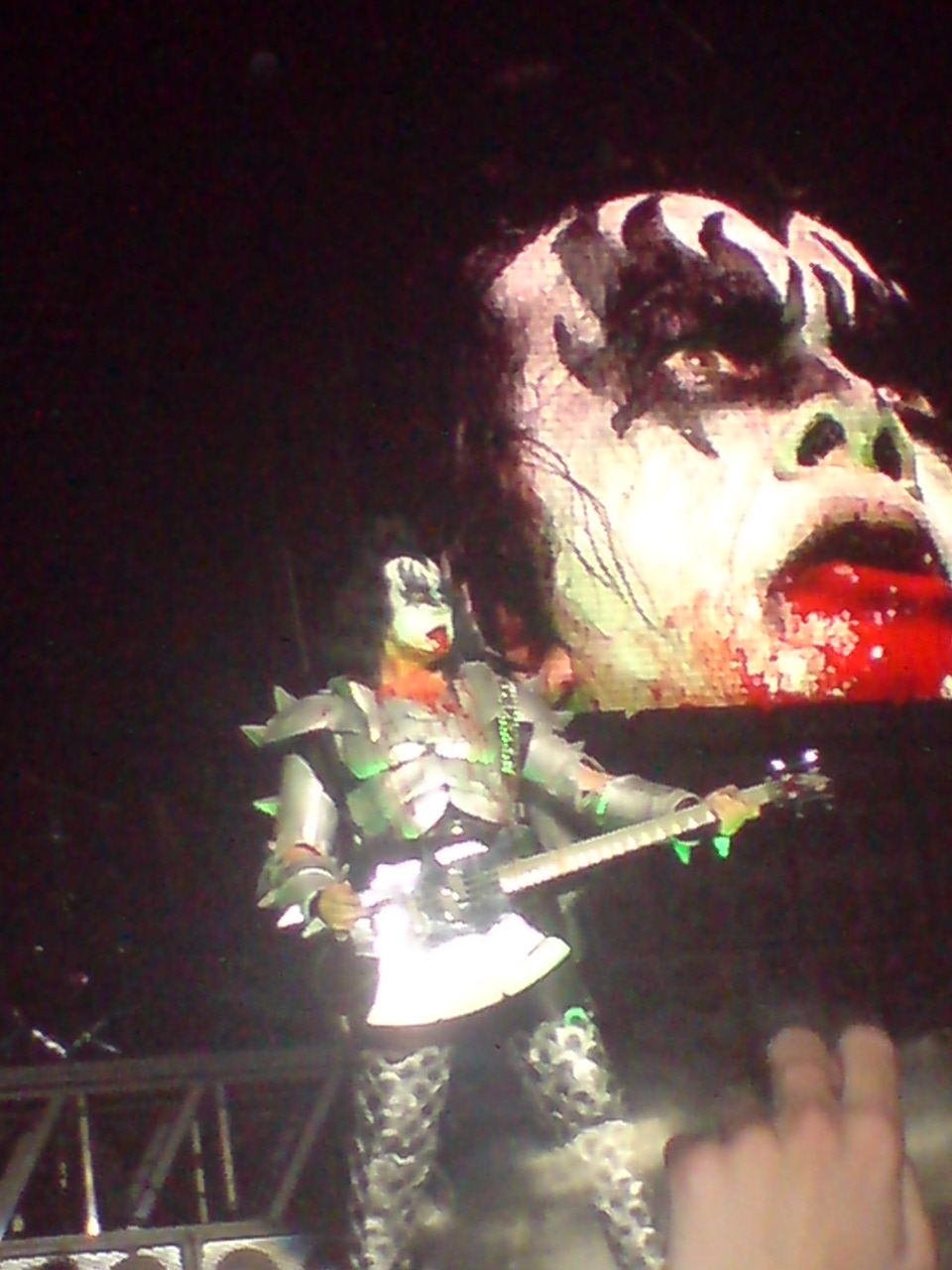
Gene Simmons vérhányos show-műsora közben. A fotó 2008-ban készült Stockholmban.

Peter Criss a dobszólója alatt 12 méter magasra emelkedett, a dobfelszerelésével együtt. Mindezen show elemeket fantáziakosztümökben, magas talpú cipőkben, sokkoló pirotechnikával, pazar világítással és szinpedi hidraulikával adták elő. Kétségtelen, hogy az 1970-es évek közepén/végén a KISS adta a leglátványosabb arénakonceteket. A rajongók a Kiss Army fan club révén számtalan KISS termékhez és emléktárgyhoz hozzájuthattak, sőt még az együttes smink készletéhez is. 1978-ban érződött először, hogy a rajongók már túlnőtték saját „hőseiket”. Az arcfestést még ezután is használták évekig, de 1983-ban úgy gondolták, hogy zenei képességeik önmagukért beszélnek, ezért elhagyták a maszkokat, és a jellegzetes kosztümjeiket.
Az együttes áttért az 1980-as éveket jellemező ruházatra, amely elsősorban színes és szakadt darabokat jelentett. Ebben az időszakban a koncertek is megváltoztak a 70-es évekbeli előadásokhoz képest. Az egyéni show előadások többsége lekerült a műsorról, Simmons is csak a tűzfúvását tartotta meg. Érdekesség, hogy míg a KISS a legvizuálisabb zenekarok egyike, a videóklippjeik többségén, ennek ellenére mégsem tudták jól kifejezni maguk. Az 1990-es évek keményedést hozott az együttes hangzásvilágában, és ez a kinézetükön is megmutatkozott. Bőrnadrágokban és kabátokban jelentek meg, kiszegecselt és koponyafejes kiegészítőket öltöttek magukra. Az eredeti négyes 1996-os újjáalakulása óta pedig ismét az 1970-es évek szellemében zajlanak a KISS koncertek. Az utóbbi több mint másfél évtized folyamán azonban már újításokat is bevetettek a 70-es évekbeli koncertekhez képest. A kivetitőkön több alkalommal használnak 3D-s technológiát, míg Stanley általában a Love Gun dal közben átrepül a közönség felett, és egy, a koncertterem közepén elhelyezett mini színpadra érkezik. 2004 júniusáig összesen 3500 koncertet adtak, összesen 78 millió ember előtt, és a koncertek közben Stanley 3400 gitárt tört össze, valamint több hektoliternyi művért használtak el.

## Sikerek, népszerűség
A KISS a világszerte több mint 100 millió eladott albumával (más források szerint 120 millió) az Amerikai Egyesült Államok egyik legismertebb rockegyüttese. Pályafutásuk során 24 albumuk lett aranylemez, mely eredményt az amerikai együttesek közül, csak az Aerosmith tudta túlszárnyalni (25 aranylemezzel). Az együttes sikerszériája azonban nem a kezdetekkor indult be. Az első három albumuk visszhang nélküli maradt a megjelenésekor, és csak később lettek aranylemezek. Paul Stanley szerint ennek az volt az oka, hogy az albumok hangzása nem volt elég jó, mivel hiányzott belőlük a koncertek lüktetése. Az 1975-ben kiadott Alive! koncertlemez viszont már hűen prezentálta az együttes koncerthangzását, és meg is hozta a mainstream sikert. Azt ezt követő albumok milliós példányszámban fogytak, az együttes pedig rendre telt házas arénakoncerteket adott. Ugyan a kritikusok nem értették, hogy a koncerteken bemutatott show műsornak mi köze van a zenéhez, a rajongók viszont az évtized legjobb lemezeladóivá tették a zenekart. Egy 1977-es Gallup felmérés szerint már a KISS volt a legsikeresebb zenekar az Amerikai Egyesült Államokban. Népszerűségük a világ többi tájára is kiterjedt, Japánban felállították a leglátogatotabb koncertrekordot, amelyet korábban a The Beatles tartott. A sikeres zenekarok közül a KISS, Bill Aucoin menedzser irányításával, a legjövedelmezőbben használta ki a zenei üzlet kínálta lehetőségeket. Pályafutásuk csúcsán filmet forgattak (Kiss Meets the Phantom of the Park), a Marvel két képregényt adott ki rólúk, a figuráikkal flipperautomatákat üzemeltettek, de árultak játékokat, babákat, halloweenmaszkokat, sminkkészleteket a zenészek figuráihoz kapcsolódóan. A forgalom jelentős részét a KISS Army elnevezésű rajongói klubon keresztül bonyolították le, amelynek több 100 000 tagja volt világszerte. Mindezzel kapcsolatban a többi zenekar és menedzser megvetése irigységet sejtetett. Az együttes rajongótáborát nagyrészt tizenéves fiatalok (vagy még kisebbek) alkották, akik nagy része nem a zene, hanem az együttes megjelenése miatt kedvelte a zenekart.
A népszerűség azonban csak 3-4 évig tartott, mivel 1979-től a punk és az új hullám valamint a diszkó térhódítása révén az együttes sikergörbéje kezdett lefelé ívelni. Az új stílusok megjelenése idején már elmúlóban volt a „KISS varázs”, és az együttes látványban, külsőségekben sem volt képes tovább fokozni az érdeklődést. A Dynasty album diszkós irányvonalával megpróbáltak váltani, de az album turnéján már gyakran léptek fel félig telt koncerttermekben. Az 1980-ban kiadott Unmasked már meg sem közelítette a régi sikereket, és az eredeti felállás is bomlásnak indult. Az 1980-as évek elején fokozatosan veszítettél el azt a kivételes státuszt, amit a 70-es években kivívtak maguknak. Ebben a helyzetben tovább kísérlezetett a zenekar, és az 1981-ben kiadott Music from "The Elder" olyan lett, mintha egy nem létező rockopera-film zenéje lett volna. Ilyen elképzeléssel 1981-ben bármelyik album megbukott volna, ez sem járt különbül. A Creatures of the Night már sokkal jobban idézte a régi KISS-t, csak a közönség hiányzott hozzá, bár két elődjénél sikeresebb lett. Az ezt követő 1983-as Lick It Upra elhagyták az arcfestést, ezáltal óriási érdeklődés kisérte az együttes további pályáját. A Lick It Up nem mellesleg egy megújult és korszerű zenekart mutatott, mely révén sikerült újra a hard rock/metal előadok élbolyába kerülniük. Ezt követően az 1980-as években felváltva érkeztek a hol sikeresebb (Animalize, Crazy Nights), hol kevésbé sikeres albumok (Asylum, Hot in the Shade), az együttes turnéi pedig ismét a nagyobb termekben zajlottak le. Népszerűségük az 1990-es évek elején is megmaradt, amelyet főleg a Kiss-nosztalgia hulláma tartott fenn. Végül 1996-ban újra is egyesült az eredeti négyes, és azóta is sikerrel szerepelnek a világ minden táján. A KISS ugyan sok stílusvihart átvészelt, de a menedzserek, valamint a Stanley/Simmons páros révén mindvégig sikerült az üzleti elit közelében maradniuk.

## Hatásuk
A KISS számos stílusban mozgó zenekarra gyakorolt hatást. Az amerikai rockszíntérre kifejtett jelentőségük, a Black Sabbath, Deep Purple, Led Zeppelin zenekarokkal említhető egy lapon. Az 1970-es évekbeli albumaikkal nagy hatást gyakoroltak a későbbi rock and roll alapokból építkező, hard rock együttesekre, és a hard rocknak egy, az európainál jóval színpadiasabb, teátrálisabb formáját művelték. Az 1979-es Dynasty albumuk az első olyan kísérletek között volt, ahol a keményebb rock keveredett a diszkóval, míg az 1980-as évek elején készült albumaikkal (elsősorban Creatutes of the Night, Lick It Up, Animalize) felbecsülhetetlen hatást gyakoroltak a glam metal, a pop metal és az amerikai stílusú, dallamos hard rock zenekarokra. Az együttes nemcsak zenéjével, hanem színpadi előadásával is komoly hatást gyakorolt a rockkoncertekre. Zenéjük nemcsak az 1970-es és 80-as évekbeli együttesekre hatott, hanem az 1990-es években előretörő grunge hullámra is. A Nirvana még 1989-ben feldolgozta a Do You Love Me? című számukat, míg a Melvins több szerzeményüket is átdolgozta. A Soundgarden a Detroit Rock Cityt dolgozta át Sub Pop Rock City címmel, a Sub Pop 200 válogatásalbumra. A Dinosaur Jr. pedig a Goin' Blind dalukat értelmezte át, a Kiss My Ass: Classic Kiss Regrooved című tribute albumon.
Azoknak a zenekaroknak a listája (a teljesség igénye nélkül), akikre hatást gyakorolt a zenekar: Dokken, Bon Jovi, Mötley Crüe, Iron Maiden, Megadeth, Entombed, Bathory, Pantera, Skid Row, Anthrax, Alice in Chains, Crooked X, Deathstars, Guns N’ Roses, Hanoi Rocks, Hide, Metallica, Poison, Queens of the Stone Age, Slayer, System of a Down, Twisted Sister, W.A.S.P., X Japan, Rammstein, Die Ärzte, Lenny Kravitz, Pearl Jam, Green Day, Doro Pesch.
A KISS megjelenésével is számos együttest insprált arra, hogy használjanak maszkokat, vagy arcfesést. Ezek közül néhány: Slipknot, Marilyn Manson, GWAR, Immortal, Misfits, Lordi, és King Diamond, aki egy idő után Simmons javaslatára kénytelen volt megváltoztatni a sminkjét, mivel az nagyon hasonlított a KISS zenész karakterére.

## Tagok

### Utolsó felállás
- Paul Stanley – ritmusgitár, ének (1972- 2023)
- Gene Simmons – basszusgitár, ének (1972- 2023)
- Tommy Thayer – szólógitár, háttérének (2003 – 2023)
- Eric Singer – dobok, ütőhangszerek, ének (1991-1995; 2001-2002; 2004- 2023)

### Egykori tagok
- Ace Frehley – szólógitár, ének (1973-1982; 1996-2003)
- Peter Criss – dobok, ütőhangszerek, ének (1973-1979; 1996-2001; 2002-2004)
- Eric Carr – dobok, ütőhangszerek, ének (1980-1990)
- Bruce Kulick – szólógitár, ének (1984-1995)
- Vinnie Vincent – szólógitár (1982-1984)
- Mark St. John – szólógitár (1984)

## Diszkográfia

### Stúdióalbumok
- 1974 – KISS
- 1974 – Hotter Than Hell
- 1975 – Dressed To Kill
- 1976 – Destroyer
- 1976 – Rock And Roll Over
- 1977 – Love Gun
- 1978 – Ace Frehley (szólóalbum)
- 1978 – Gene Simmons (szólóalbum)
- 1978 – Paul Stanley (szólóalbum)
- 1978 – Peter Criss (szólóalbum)
- 1979 – Dynasty
- 1980 – Unmasked
- 1981 – (Music from) The Elder
- 1982 – Creatures of the Night
- 1983 – Lick It Up
- 1984 – Animalize
- 1985 – Asylum
- 1987 – Crazy Nights
- 1989 – Hot in the Shade
- 1992 – Revenge
- 1997 – Carnival Of Souls: The Final Sessions
- 1998 – Psycho Circus
- 2009 – Sonic Boom
- 2012 – Monster

### Koncertalbumok
- 1975 – Alive!
- 1977 – Alive II
- 1993 – Alive III
- 1996 – Kiss Unplugged
- 1996 – You Wanted the Best, You Got the Best!!
- 2003 – Kiss Symphony: Alive IV
- 2004 – Kiss Instant Live!
- 2008 – Kiss Alive 35
- 2010 – Kiss Sonic Boom Over Europe

### Válogatásalbumok
- 1976 – The Originals
- 1978 – The Originals II
- 1978 – Double Platinum
- 1979 – Best Of The Solo Albums
- 1982 – Killers
- 1988 – Smashes, Thrashes & Hits
- 1988 – Chikara (csak Japánban jelent meg)
- 1997 – Greatest KISS
- 2001 – The Box Set
- 2002 – The Very Best Of KISS
- 2003 – The Best Of KISS: The Millennium Collection
- 2004 – The Best Of KISS, Volume 2: The Millennium Collection
- 2005 – Gold
- 2005 – KISS Chronicles: 3 Classic Albums
- 2006 – The Best Of KISS, Volume 3: The Millennium Collection
- 2006 – KISS Alive! 1975-2000
- 2008 – Jigoku-Retsuden (újra felvett dalok, csak Japánban jelent meg)
- 2008 – Ikons
- 2009 – KISS Klassics ld. Jigoku-Retsuden (a Sonic Boom albummal egybecsomagolva jelent meg)

## KISS turnék
- 1973 – Club Tour
- 1973-74 – Kiss Tour
- 1974-75 – Hotter Than Hell Tour
- 1975 – Dressed to Kill Tour
- 1975-76 – ALIVE! Tour
- 1976 – Destroyer Tour
- 1976-77 – Rock & Roll Over Tour
- 1977 – Love Gun Tour
- 1977-78 – Alive II Tour
- 1979 – Dynasty Tour
- 1980 – Unmasked Tour
- 1982-83 – Creatures of the Night Tour
- 1983-84 – Lick It Up Tour
- 1984-85 – Animalize Tour
- 1985-86 – Asylum Tour
- 1987-88 – Crazy Nights Tour
- 1990 – Hot in the Shade Tour
- 1992 – Revenge Tour
- 1994 – Kiss My Ass Tour
- 1996 – Alive/Worldwide Tour
- 1998-99 – Psycho Circus Tour
- 2000-01 – Kiss Farewell Tour
- 2003 – World Domination Tour
- 2004 – Rock the Nation Tour
- 2006 – Rising Sun Tour
- 2007 – Hit'n Run Tour
- 2008-09 – Kiss Alive/35 World Tour
- 2009-2010 – Sonic Boom Over Europe Tour
- 2011 – The Hottest Show on Earth

## A maszkok

A Csillaggyermek – Paul Stanley
A Démon – Gene Simmons
Az Űrember – Ace Frehley és Tommy Thayer
A Macskaember – Peter Criss és Eric Singer
A Róka – Eric Carr
Az Anhk-harcos – Vinnie Vincent

## Ajánlott irodalom
- Gill, Julian. The Kiss Album Focus, Volume 1 (3rd Edition). Xlibris Corporation (2005). ISBN 1-4134-8547-2
- Gooch, Curt, Jeff Suhs. Kiss Alive Forever: The Complete Touring History. New York: Billboard Books (2002). ISBN 0-8230-8322-5
- Leaf, David, Ken Sharp. Kiss: Behind the Mask: The Official Authorized Biography. New York: Warner Books (2003). ISBN 0-446-53073-5
- Lendt, C.K.. Kiss and Sell: The Making of a Supergroup. New York: Billboard Books (1997). ISBN 0-8230-7551-6
- Simmons, Gene. Kiss and Make-Up. New York: Crown (2001). ISBN 0-609-60855-X

- Gebert, Gordon G.G. and McAdams, Bob (1997). Kiss & Tell. Pitbull Publishing LLC. ISBN 0-9658794-0-2
- Gebert, Gordon G.G. (1999). Kiss & Tell More!. Pitbull Publishing LLC. ISBN 0-9658794-1-0
- Gill, Julian (2005). The Kiss Album Focus (3rd Edition), Volume 2. Xlibris Corporation. ISBN 1-59926-358-0
- Gill, Julian (2005). The Kiss & Related Recordings Focus: Music! the Songs, the Demo, the Lyrics And Stories!. Xlibris Corporation. ISBN 1-59926-360-2
- Gill, Julian (2006). The Kiss Album Focus (3rd Edition), Volume 3. Booksurge Publishing. ISBN 0-9722253-5-8
- Lendt, C.K. (1997). Kiss and Sell: The Making of a Supergroup. Billboard Books. ISBN 0-8230-7551-6
- Sherman, Dale (1997). Black Diamond: The Unauthorized Biography of Kiss. Collectors Guide Publishing Inc. ISBN 1-896522-35-1
- Simmons, Gene, Paul Stanley, and Waring Abbott (2002). Kiss: The Early Years. Three Rivers Press. ISBN 0-609-81028-6
- Tomarkin, Peggy (1980). Kiss: The Real Story, Authorized. Delacorte Press. ISBN 0-440-04834-6
- Moore, Wendy (2004). Into the Void... With Ace Frehley. Pitbull Publishing LLC. ISBN 0-9658794-4-5

### Magyarul
- Szántai Zsolt–Váry Zoltán: Dressed to Kiss. A "Csók"-tól a "Hangrobbanás"-ig; STB, Kistarcsa, 2010
- Paul Stanley: Tükörkép. Reflektorfénybe zárva; ford., jegyz. Draveczki-Ury Ádám; Cser, Bp., 2022